# Championnat de Russie de football de deuxième division 2020-2021
Navigation
Édition précédente Édition suivante
Spartak-2 Moscou
Tchertanovo Moscou
Torpedo Moscou
Veles Moscou
La saison 2020-2021 de la FNL est la vingt-neuvième édition de la deuxième division russe. C'est la dixième védition à suivre un calendrier « automne-printemps » à cheval sur deux années civiles. Elle prend place entre le 1er août 2020 et le 15 mai 2021, et comprend une trêve hivernale de presque trois mois entre le 5 décembre 2020 et le 27 février 2021.
Pour cette édition, vingt-deux clubs du pays sont regroupés au sein d'une poule unique où ils s'affrontent à deux reprises, à domicile et à l'extérieur, pour un total de 462 matchs, soit quarante-deux chacun.
En fin de saison, les six derniers au classement sont relégués en troisième division tandis que les deux premiers sont directement promus en première division. Le troisième et le quatrième sont quant à eux qualifiés pour le barrage de promotion où ils sont opposés au treizième et quatorzième de la première division afin de déterminer les deux derniers participants de ces deux compétitions pour la saison 2021-2022.
La compétition est remportée par le Krylia Sovetov Samara, qui décroche ainsi son deuxième titre dans la compétition avec un total de 101 points et retrouve l'élite un an après l'avoir quittée. Il est accompagné par le troisième FK Nijni Novgorod. Respectivement deuxième et quatrième, Orenbourg et l'Alania Vladikavkaz se voient tous les deux refuser une licence de première division et ne peuvent être promus. Cela a également pour conséquence d'annuler la tenue des barrages de promotion.
À l'autre bout du classement, le Chinnik Iaroslavl termine l'exercice en dernière position et descend au troisième échelon pour la première fois depuis 1970. Les autres relégués sont le Dinamo Briansk et l'Irtych Omsk, tous les deux promus, ainsi que le Tchertanovo Moscou, troisième la saison précédente. Deux équipes reléguées sportivement son finalement repêchées : l'Akron Togliatti se maintient ainsi du fait de la disparition du FK Tambov tandis que le Tom Tomsk est repêché après la rétrogradation administrative du Tchaïka Pestchanokopskoïe en troisième division par la fédération russe de football en raison d'une affaire de matchs truqués.
Le meilleur joueur ainsi que le meilleur buteur de la compétition est Ivan Sergueïev, auteur de 40 buts sous les couleurs du Krylia Sovetov Samara, un record absolu. Il est suivi par Dmitri Vorobiov qui est buteur à 24 reprises avec le Volgar Astrakhan puis le FK Orenbourg tandis que Merabi Ouridia du Neftekhimik Nijnekamsk complète le podium avec 17 buts marqués. Le titre de meilleur passeur revient quant à lui à Dmitri Kaboutov (en), lui aussi du Krylia Sovetov, avec 16 passes décisives délivrées. Il est suivi par le duo Batraz Gourtsiev-Aleksandr Ryazantsev, de l'Alania Vladikavkaz et du Torpedo Moscou, qui en comptent chacun 11.

## Clubs participants
En raison de l'arrêt prématuré de l'édition 2019-2020 du fait de la pandémie de Covid-19 en Russie, aucune relégation sportive n'a été appliquée à l'issue de la saison. Malgré tout, le FK Armavir, l'Avangard Koursk et le Luch Vladivostok quittent quand même la deuxième division pour des raisons financières. Les promotions ont quant à elles été maintenues, amenant aux montées du FK Khimki et du Rotor Volgograd qui sont remplacés par le Krylia Sovetov Samara et le FK Orenbourg, reléguées du premier échelon.
Dans le même temps, six équipes sont promues de la troisième division pour porter le nombre total de participants à vingt-deux pour la première fois depuis la saison 2008.
Légende des couleurs
- Relégué de première division
- Promu de troisième division

| Club                      | Présent depuis | Classement 2019-2020    | Entraîneur                           | Stade                                              | Capacité théorique |
| ------------------------- | -------------- | ----------------------- | ------------------------------------ | -------------------------------------------------- | ------------------ |
| Krylia Sovetov Samara     | 2020           | 15 (D1)                 | Igor Osinkine (en)                   | Samara Arena                                       | 44 918             |
| FK Orenbourg              | 2020           | 16 (D1)                 | Marcel Lička (en)                    | Stade Gazovik (en)                                 | 7 500              |
| Tchertanovo Moscou        | 2018           | 3                       | Denis Pervouchine (en)               | Village sportif Loujniki                           | 3 100              |
| Torpedo Moscou            | 2019           | 4                       | Aleksandr Borodiouk                  | Stade Eduard Streltsov                             | 13 450             |
| Neftekhimik Nijnekamsk    | 2019           | 5                       | Kirill Novikov                       | Stade Neftekhimik                                  | 3 200              |
| Baltika Kaliningrad       | 2006           | 6                       | Ievgueni Kalechine                   | Baltika Arena                                      | 35 000             |
| SKA-Khabarovsk            | 2018           | 7                       | Sergueï Iouran                       | Stade Lénine                                       | 15 200             |
| Chinnik Iaroslavl         | 2009           | 8                       | Iouri Gazzaïev                       | Stade Chinnik                                      | 22 900             |
| Tom Tomsk                 | 2017           | 9                       | Aleksandr Kerjakov                   | Stade Troud                                        | 10 028             |
| Tchaïka Pestchanokopskoïe | 2019           | 10                      | Sergueï Tachouïev                    | Rostov Arena                                       | 43 472             |
| FK Nijni Novgorod         | 2017           | 11                      | Anton Khazov (en) (intérim)          | Stade de Nijni Novgorod                            | 45 253             |
| Ienisseï Krasnoïarsk      | 2019           | 14                      | Aleksandr Alfiorov                   | Stade central                                      | 15 000             |
| FK Krasnodar-2            | 2018           | 15                      | Artiom Koulikov                      | Stade de l'académie de Krasnodar                   | 3 500              |
| Spartak-2 Moscou          | 2015           | 17                      | Ievgueni Bushmanov                   | Stade Fiodor Tcherenkov                            | 2 700              |
| Tekstilchtchik Ivanovo    | 2019           | 18                      | Sergueï Pavlov                       | Stade Tekstilchtchik                               | 9 565              |
| Fakel Voronej             | 2015           | 19                      | Oleg Vassilenko                      | Stade central                                      | 21 583             |
| Dinamo Briansk            | 2020           | 1 (D3, Centre)          | Ievgueni Perevertaïlo                | Stade Dinamo                                       | 11 000             |
| Irtych Omsk               | 2020           | 1 (D3, Est)             | Andreï Koutcheriavykh (en) (intérim) | Stade Krasnaïa Zvezda Stade Avangard (Domodedovo)  | 4 655 5 503        |
| Veles Moscou              | 2020           | 1 (D3, Ouest)           | Dmitri Bezniak (intérim)             | Stade Avangard (Domodedovo)                        | 5 503              |
| Akron Togliatti           | 2020           | 1 (D3, Oural-Privoljié) | Igor Picușceac                       | Stade Kristall (Jigouliovsk) Samara Arena (Samara) | 1 550 44 918       |
| Volgar Astrakhan          | 2020           | 1 (D3, Sud)             | Vitali Panov                         | Stade central                                      | 21 500             |
| Alania Vladikavkaz        | 2020           | 2 (D3, Sud)             | Spartak Gogniev                      | Stade Spartak Akhmad Arena (Grozny)                | 32 600 30 597      |

### Changements d'entraîneur
| Club                      | Entraîneur partant         | Date de départ    | Position   | Entraîneur arrivant                  | Date d'arrivée    |
| ------------------------- | -------------------------- | ----------------- | ---------- | ------------------------------------ | ----------------- |
| Ienisseï Krasnoïarsk      | Iouri Gazzaïev             | 31 mai 2020       | Pré-saison | Aleksandr Tarkhanov                  | 6 juin 2020       |
| FK Orenbourg              | Konstantin Paramonov       | 24 juillet 2020   | Pré-saison | Ilchat Aïtkoulov (intérim)           | 24 juillet 2020   |
| Krylia Sovetov Samara     | Andreï Talalaïev           | 25 juillet 2020   | Pré-saison | Igor Osinkine (en)                   | 28 juillet 2020   |
| Tchertanovo Moscou        | Igor Osinkine (en)         | 28 juillet 2020   | Pré-saison | Denis Pervouchine (en)               | 28 juillet 2020   |
| FK Orenbourg              | Ilchat Aïtkoulov (intérim) | 28 août 2020      | 2e         | Marcel Lička (en)                    | 28 août 2020      |
| Fakel Voronej             | Vladimir Bestchastnykh     | 6 septembre 2020  | 20e        | Oleg Vassilenko                      | 14 septembre 2020 |
| Tom Tomsk                 | Vassili Baskakov           | 7 septembre 2020  | 21e        | Aleksandr Kerjakov                   | 24 septembre 2020 |
| Irtych Omsk               | Vladimir Araïs             | 17 septembre 2020 | 22e        | Ievgueni Kharlatchiov                | 17 septembre 2020 |
| Ienisseï Krasnoïarsk      | Aleksandr Tarkhanov        | 24 septembre 2020 | 15e        | Aleksandr Alfiorov                   | 24 septembre 2020 |
| Akron Togliatti           | Dmitri Iemelianov          | 14 octobre 2020   | 17e        | Igor Picușceac                       | 28 octobre 2020   |
| SKA-Khabarovsk            | Alekseï Poddoubski         | 19 octobre 2020   | 15e        | Sergueï Iouran                       | 21 octobre 2020   |
| Chinnik Iaroslavl         | Aleksandr Pobegalov        | 30 octobre 2020   | 22e        | Iouri Gazzaïev                       | 9 novembre 2020   |
| Tchaïka Pestchanokopskoïe | Magomed Adiev (en)         | 1er décembre 2020 | 13e        | Sergueï Tachouïev                    | 9 janvier 2021    |
| Neftekhimik Nijnekamsk    | Iouri Outkoulbaïev         | 30 décembre 2020  | 8e         | Kirill Novikov                       | 13 janvier 2021   |
| Dinamo Briansk            | Aleksandr Gorbatchiov (en) | 15 janvier 2021   | 20e        | Ievgueni Perevertaïlo                | 16 janvier 2021   |
| Spartak-2 Moscou          | Roman Pylypchuk (en)       | 10 mars 2021      | 15e        | Ievgueni Bushmanov                   | 11 mars 2021      |
| Torpedo Moscou            | Sergueï Ignachevitch       | 22 mars 2021      | 6e         | Aleksandr Borodiouk                  | 23 mars 2021      |
| Veles Moscou              | Alekseï Stoukalov          | 7 avril 2021      | 8e         | Dmitri Bezniak (intérim)             | 8 avril 2021      |
| Irtych Omsk               | Ievgueni Kharlatchiov      | 29 avril 2021     | 19e        | Andreï Koutcheriavykh (en) (intérim) | 29 avril 2021     |
| FK Nijni Novgorod         | Robert Ievdokimov          | 4 mai 2021        | 3e         | Anton Khazov (en) (intérim)          | 4 mai 2021        |

## Calendrier
Il s'agît de la neuvième édition de la compétition à suivre un calendrier « automne-printemps » à cheval sur deux années, format adopté par la fédération russe pour tous ses championnats professionnels en 2010. Le calendrier pour la saison est fixé le 24 juillet 2020. La compétition démarre ainsi officiellement le 1er août 2020 pour s'achever le 16 mai 2021. En raison de l'hiver russe très rugueux, celle-ci est entrecoupée d'une trêve hivernale entre la vingt-sixième et la vingt-septième journée du 5 décembre 2020 au 27 février 2021. Les matchs de championnat se jouent généralement durant le week-end, bien que quelques journées soient placées en cours de semaine.
Peu après la fin du championnat sont disputés les barrages de promotion entre les deux premiers non-promus de FNL et les deux derniers non-relégués de première division, qui prennent place les 19 et 23 mai 2021. Ces barrages sont finalement annulés peu avant leur tenue en raison de la non-obtention d'une licence pour l'échelon supérieur par deux des quatre participants à ceux-ci.
Le tableau suivant récapitule le calendrier prévisionnel de la deuxième division pour la saison 2020-2021. Les tours de la coupe de Russie auxquels des clubs de FNL participent sont également indiqués.

## Compétition

### Règlement
Le championnat de la FNL se compose de vingt-deux équipes professionnelles qui s'affrontent chacune deux fois, à domicile et à l'extérieur, pour un total de quarante-deux matchs disputés pour chaque équipe. À l'issue de la saison, les deux premiers au classement sont automatiquement promus en première division russe tandis que le troisième et le quatrième sont qualifiés pour les barrages de promotion, où ils affrontent le treizième et le quatorzième de la division supérieure pour une place dans celle-ci. Les six derniers au classement sont quant à eux directement relégués en troisième division. Les équipes réserves peuvent être reléguées, mais en aucun cas être promues. Si une de ces équipes termine la saison dans les places de promotion, l'équipe non-réserviste suivante au classement se voit attribuer la qualification à la promotion ou aux barrages. Les autres équipes sont quant à elles maintenues et qualifiées pour prendre part à l'édition 2021-2022 de la compétition, sauf décision administrative contraire.
Si une équipe prenant part au championnat se retire avant la fin de la première moitié de la compétition, l'intégralité de ses résultats sont annulés. Si elle se retire après, l'intégralité de ses résultats restants sont comptés comme des défaites sur tapis vert sur le score de 3-0, tandis que les équipes qui auraient dues être affrontées se voient attribuer une victoire sur le même score. Dans les deux cas, l'équipe qui se retire est automatiquement comptée comme une équipe reléguée et ne peut prendre part à l'édition suivante de la compétition, qu'elle termine parmi les équipes reléguées ou non dans le classement final. Si ce deuxième cas, pouvant concerner les retraits de plusieurs équipes, se présente, les repêchages concernent en priorité les équipes relégables dans l'ordre de leur classement final.
Les effectifs des clubs font également l'objet de restrictions relatives au nombre de joueurs étrangers, qui sont limités à un total de quatre par équipe. Un joueur est considéré comme étranger s'il ne possède pas la nationalité russe ou d'un autre pays membre de l'Union économique eurasiatique, c'est-à-dire l'Arménie, la Biélorussie, le Kazakhstan et le Kirghizistan.

### Critères de départage
Les équipes sont classées selon leur nombre de points. Ils se répartissent sur la base de trois points pour une victoire, un pour un match nul et zéro pour une défaite. Pour départager les équipes à égalité de points, les critères suivants sont utilisés :
1. Résultats lors des confrontations directes (points, matchs gagnés, différence de buts, buts marqués, buts marqués à l'extérieur) ;
2. Nombre de matchs gagnés ;
3. Différence de buts générale ;
4. Buts marqués ;
5. Buts marqués à l'extérieur ;

En cas d'égalité absolue entre deux équipes, même après application de ces critères de départage, deux situations se présentent :
1. Si la promotion, la relégation, ou le titre de champion sont en jeu, un match d'appui sur terrain neutre est disputé ;
2. Dans les autres cas, les deux équipes sont départagées par un tirage au sort.

### Classement et résultats

#### Classement
| Rang | Équipe                    | Pts  | J  | G  | N  | P  | Bp  | Bc | Diff |
| ---- | ------------------------- | ---- | -- | -- | -- | -- | --- | -- | ---- |
| 1    | Krylia Sovetov Samara R   | 101  | 42 | 32 | 5  | 5  | 100 | 26 | +74  |
| 2    | FK Orenbourg R            | 94   | 42 | 28 | 10 | 4  | 78  | 33 | +45  |
| 3    | FK Nijni Novgorod         | 88   | 42 | 27 | 7  | 8  | 67  | 28 | +39  |
| 4    | Alania Vladikavkaz P      | 77   | 42 | 22 | 11 | 9  | 74  | 40 | +34  |
| 5    | Baltika Kaliningrad       | 73   | 42 | 22 | 7  | 13 | 49  | 35 | +14  |
| 6    | Torpedo Moscou            | 72   | 42 | 21 | 9  | 12 | 65  | 41 | +24  |
| 7    | Neftekhimik Nijnekamsk    | 70   | 42 | 20 | 10 | 12 | 64  | 44 | +20  |
| 8    | Veles Moscou P            | 66   | 42 | 18 | 12 | 12 | 54  | 46 | +8   |
| 9    | Fakel Voronej             | 64   | 42 | 17 | 13 | 12 | 57  | 43 | +14  |
| 10   | Ienisseï Krasnoïarsk      | 63   | 42 | 19 | 6  | 17 | 52  | 54 | -2   |
| 11   | SKA-Khabarovsk            | 60   | 42 | 17 | 9  | 16 | 52  | 47 | +5   |
| 12   | Tchaïka Pestchanokopskoïe | 56   | 42 | 15 | 11 | 16 | 44  | 53 | -9   |
| 13   | Volgar Astrakhan P        | 54   | 42 | 14 | 12 | 16 | 47  | 45 | +2   |
| 14   | Spartak-2 Moscou          | 49   | 42 | 14 | 7  | 21 | 53  | 77 | -24  |
| 15   | Tekstilchtchik Ivanovo    | 47   | 42 | 12 | 11 | 19 | 32  | 51 | -19  |
| 16   | FK Krasnodar-2            | 45   | 42 | 11 | 12 | 19 | 46  | 68 | -22  |
| 17   | Akron Togliatti P         | 42   | 42 | 10 | 12 | 20 | 35  | 54 | -19  |
| 18   | Tom Tomsk                 | 41   | 42 | 10 | 11 | 21 | 32  | 50 | -18  |
| 19   | Irtych Omsk               | 35   | 42 | 9  | 8  | 25 | 33  | 61 | -28  |
| 20   | Dinamo Briansk P          | 32-3 | 42 | 10 | 5  | 27 | 24  | 66 | -42  |
| 21   | Tchertanovo Moscou        | 27   | 42 | 7  | 6  | 29 | 35  | 80 | -45  |
| 22   | Chinnik Iaroslavl         | 25   | 42 | 5  | 10 | 27 | 39  | 90 | -51  |

Promotion en première division
- 1er et 3e : promotion

Relégation en troisième division
- 12e : rétrogradation administrative
- 19e à 22e : relégation

Abréviations
- R : Relégué de première division
- P : Promu de troisième division

1. 1 2 3  Le FK Orenbourg et l'Alania Vladikavkaz se voient tous les deux refuser une licence de première division par la fédération russe de football au terme de la saison[13]. Cette situation amène à l'annulation des barrages de promotion tandis que le troisième FK Nijni Novgorod est directement promu à l'échelon supérieur[14].
2. 1 2  Peu avant le début de l'exercice 2021-2022, le Tchaïka Pestchanokopskoïe est rétrogradé administrativement en troisième division par la fédération russe de football en raison d'une affaire de matchs truqués durant la saison 2018-2019[15]. Cette décision amène dans la foulée au repêchage du Tom Tomsk[16].
3. 1 2  Du fait de leur statut de club-école pour des équipes de la division supérieure, le FK Krasnodar-2 et le Spartak-2 Moscou sont inéligibles à la promotion.
4. ↑  Le dix-septième du championnat est repêché au terme de la saison en raison du retrait du FK Tambov des divisions professionnelles[17].
5. ↑  Le Dinamo Briansk se voit retirer trois points le 15 janvier 2021 après avoir été reconnu coupable de falsifications de documents à l'aube de sa rencontre de la sixième journée face à l'Irtych Omsk[18],[19].

#### Résultats
| Résultats (▼dom., ►ext.)                                   | AKR | ALA | BAL | CHI | DIN | FAK | IEN | IRT | KRA | KRY | NEF | NIJ | ORE | SKA | SPA | TCP | TCM | TEK | TOM | TOR | VEL | VOL |
| Akron Togliatti                                            |     | 1-2 | 0-2 | 2-1 | 1-1 | 0-2 | 3-0 | 1-1 | 1-0 | 1-2 | 3-4 | 0-0 | 1-1 | 1-1 | 0-0 | 0-2 | 1-0 | 3-1 | 0-0 | 0-1 | 0-1 | 0-3 |
| Alania Vladikavkaz                                         | 5-1 |     | 3-0 | 4-4 | 3-0 | 2-0 | 3-0 | 1-0 | 3-1 | 0-1 | 1-1 | 0-0 | 2-1 | 2-4 | 2-1 | 1-1 | 3-1 | 3-1 | 2-3 | 1-1 | 0-0 | 2-0 |
| Baltika Kaliningrad                                        | 1-0 | 2-0 |     | 2-0 | 2-0 | 0-0 | 1-0 | 3-2 | 3-2 | 0-1 | 0-1 | 1-2 | 1-2 | 1-0 | 1-0 | 0-1 | 1-2 | 3-1 | 0-1 | 0-0 | 1-2 | 2-0 |
| Chinnik Iaroslavl                                          | 1-3 | 0-1 | 1-3 |     | 0-1 | 0-2 | 3-0 | 0-3 | 0-0 | 2-2 | 1-2 | 1-3 | 1-4 | 2-3 | 1-2 | 0-0 | 1-1 | 0-3 | 2-3 | 1-0 | 1-2 | 2-1 |
| Dinamo Briansk                                             | 2-0 | 0-2 | 1-3 | 2-0 |     | 0-2 | 0-0 | 0-3 | 2-1 | 0-2 | 0-3 | 1-0 | 0-1 | 2-5 | 0-3 | 0-1 | 1-2 | 1-0 | 1-0 | 0-1 | 1-0 | 0-1 |
| Fakel Voronej                                              | 1-0 | 0-0 | 0-1 | 2-0 | 0-0 |     | 1-0 | 3-1 | 6-2 | 1-1 | 1-1 | 0-1 | 0-2 | 3-0 | 1-1 | 1-1 | 4-1 | 1-0 | 0-0 | 0-0 | 0-0 | 1-1 |
| Ienisseï Krasnoïarsk                                       | 0-1 | 3-2 | 1-2 | 6-0 | 1-0 | 1-3 |     | 2-1 | 0-1 | 3-1 | 1-0 | 0-1 | 1-2 | 2-0 | 4-2 | 3-2 | 1-1 | 1-0 | 0-1 | 0-3 | 2-0 | 1-4 |
| Irtych Omsk                                                | 1-0 | 0-2 | 0-1 | 0-0 | 1-0 | 1-0 | 1-2 |     | 0-0 | 0-4 | 1-2 | 0-1 | 0-4 | 1-2 | 0-5 | 2-2 | 1-2 | 0-1 | 1-0 | 0-2 | 1-2 | 1-0 |
| FK Krasnodar-2                                             | 1-1 | 0-4 | 3-1 | 1-2 | 0-0 | 3-1 | 0-2 | 2-0 |     | 1-1 | 1-1 | 2-3 | 1-1 | 4-2 | 7-0 | 1-1 | 1-0 | 0-1 | 2-0 | 0-3 | 2-1 | 1-0 |
| Krylia Sovetov Samara                                      | 3-0 | 2-0 | 0-0 | 4-1 | 7-0 | 5-1 | 4-0 | 3-1 | 6-0 |     | 2-0 | 3-0 | 0-1 | 2-0 | 2-1 | 1-0 | 5-0 | 4-0 | 2-0 | 5-1 | 2-1 | 3-0 |
| Neftekhimik Nijnekamsk                                     | 3-2 | 0-0 | 2-1 | 1-1 | 5-1 | 3-1 | 2-0 | 1-0 | 5-0 | 1-1 |     | 0-1 | 1-2 | 3-2 | 0-1 | 1-1 | 3-0 | 4-0 | 2-0 | 2-2 | 2-0 | 1-1 |
| FK Nijni Novgorod                                          | 0-3 | 1-1 | 2-1 | 3-0 | 3-0 | 1-2 | 1-2 | 2-0 | 3-0 | 0-1 | 0-1 |     | 0-0 | 1-0 | 4-0 | 2-0 | 3-2 | 2-1 | 1-0 | 4-1 | 1-0 | 1-0 |
| FK Orenbourg                                               | 0-0 | 2-0 | 2-2 | 3-0 | 3-2 | 1-2 | 1-3 | 0-0 | 1-0 | 2-1 | 1-0 | 2-1 |     | 2-2 | 5-2 | 3-0 | 3-1 | 1-1 | 2-0 | 3-0 | 3-0 | 2-1 |
| SKA-Khabarovsk                                             | 2-0 | 1-2 | 0-0 | 2-1 | 1-0 | 1-0 | 0-1 | 1-1 | 0-0 | 0-1 | 3-2 | 0-1 | 1-0 |     | 3-0 | 0-0 | 2-0 | 1-0 | 1-1 | 2-4 | 1-1 | 1-0 |
| Spartak-2 Moscou                                           | 1-0 | 3-3 | 0-2 | 4-2 | 0-0 | 3-5 | 1-1 | 1-2 | 1-2 | 0-2 | 0-1 | 0-4 | 0-3 | 1-0 |     | 1-2 | 4-3 | 1-1 | 1-2 | 1-1 | 2-1 | 2-0 |
| Tchaïka Pestchanokopskoïe                                  | 0-1 | 0-3 | 0-1 | 5-1 | 1-0 | 2-1 | 0-1 | 2-1 | 2-1 | 0-3 | 1-0 | 1-1 | 0-1 | 2-1 | 0-2 |     | 1-1 | 1-3 | 1-1 | 1-2 | 0-2 | 2-1 |
| Tchertanovo Moscou                                         | 0-1 | 0-3 | 1-2 | 2-2 | 0-1 | 0-3 | 1-2 | 0-1 | 1-0 | 0-1 | 1-0 | 1-3 | 2-3 | 0-4 | 1-2 | 1-2 |     | 0-1 | 2-0 | 1-1 | 2-4 | 1-1 |
| Tekstilchtchik Ivanovo                                     | 0-2 | 0-2 | 1-0 | 0-0 | 1-0 | 0-0 | 2-2 | 2-1 | 0-0 | 0-3 | 0-1 | 1-0 | 0-2 | 1-0 | 0-2 | 1-1 | 1-0 |     | 1-1 | 1-3 | 0-0 | 1-1 |
| Tom Tomsk                                                  | 2-1 | 0-1 | 0-1 | 3-0 | 0-2 | 0-3 | 1-0 | 1-1 | 1-1 | 1-3 | 0-0 | 1-1 | 0-1 | 1-2 | 1-2 | 3-0 | 1-2 | 0-2 |     | 1-0 | 0-0 | 1-3 |
| Torpedo Moscou                                             | 1-1 | 2-0 | 1-1 | 0-1 | 3-0 | 4-1 | 0-1 | 1-0 | 4-2 | 3-1 | 4-0 | 0-2 | 1-2 | 0-0 | 1-0 | 1-2 | 3-0 | 2-1 | 1-0 |     | 0-1 | 1-0 |
| Veles Moscou                                               | 1-1 | 1-1 | 0-1 | 4-2 | 2-1 | 1-1 | 1-1 | 2-1 | 2-2 | 3-1 | 3-1 | 1-3 | 1-1 | 1-0 | 5-0 | 0-1 | 3-0 | 2-1 | 0-0 | 0-5 |     | 1-0 |
| Volgar Astrakhan                                           | 1-1 | 0-1 | 0-0 | 1-1 | 2-1 | 2-1 | 1-1 | 1-1 | 3-0 | 0-1 | 3-1 | 1-1 | 2-2 | 0-1 | 2-0 | 2-1 | 1-0 | 0-0 | 2-1 | 3-2 | 1-2 |     |
| - Victoire à domicile - Match nul - Victoire à l'extérieur |     |     |     |     |     |     |     |     |     |     |     |     |     |     |     |     |     |     |     |     |     |     |

Dans le cadre du protocole de lutte contre le Covid-19, si un certain nombre de cas d'infections au virus apparaît au sein d'une équipe, celle-ci est alors obligée de placer l'intégralité de son effectif en isolation pendant au moins deux semaines, et ne peut donc prendre part à la compétition durant cette période. Si des rencontres auraient dû être jouées au même moment, l'équipe en question déclare automatiquement forfait et se voit infliger une défaite technique 3-0. Ce cas de figure a concerné les clubs suivants :
- Le Dinamo Briansk[20] de la 7e à la 9e journée pour les deux matchs à domicile contre le Spartak-2 Moscou et le Neftekhimik Nijnekamsk, et la rencontre à l'extérieur face à l'Alania Vladikavkaz.
- Le Ienisseï Krasnoïarsk[21] de la 9e à la 11e journée pour le match à domicile contre le Torpedo Moscou et les deux rencontres à l'extérieur face au Chinnik Iaroslavl et l'Akron Togliatti.
- Le Chinnik Iaroslavl[22] lors des 12e et 13e journées pour le match à domicile contre l'Irtych Omsk et la rencontre à l'extérieur face au Tom Tomsk.

En complément, le résultat du match de la 6e journée entre le Dinamo Briansk et l'Irtych Omsk, qui s'était à l'origine achevé par une victoire 1-0 des Brianskiens, est par la suite changé en défaite technique 3-0 en faveur d'Omsk ; le Dinamo ayant été en effet reconnu coupable de falsifications de documents la veille de ce match afin de masquer le nombre réel de cas de Covid-19 au sein de son effectif,.

## Résumé de la saison

### Avant-saison

#### Équipes participantes
L'arrêt anticipé de la saison 2019-2020 lié à la pandémie de Covid-19 en Russie, que ce soit dans la deuxième ou la troisième division, a donné lieu à de nombreuses incertitudes, en particulier concernant le nombre d'équipes participantes. En effet, bien qu'il ait été décidé d'annuler les relégations, pas moins de quatre équipes ont malgré tout quitté le championnat au cours de l'intersaison, nommément le FK Armavir, l'Avangard Koursk, le Luch Vladivostok et le Mordovia Saransk, pour des raisons généralement financières,,. Dans le même temps, les promotions depuis la troisième division ont quant à elles été maintenues, amenant à l'arrivée des cinq premiers de groupe. En y ajoutant les deux équipes reléguées de première division, vingt-et-une équipes sont donc inscrites d'office pour l'édition 2020-2021. En parallèle, trois autres clubs du troisième échelon ont également obtenu une licence et peuvent donc prétendre à la montée, ceux-ci étant l'Alania Vladikavkaz, le Kamaz Naberejnye Tchelny et l'Olimp-Dolgoproudny, ce qui peut potentiellement porter le nombre de participants à vingt-quatre.
Une réunion du comité exécutif de la fédération russe de football le 24 juillet 2020 confirme finalement le nombre de participants à vingt-deux, après avoir approuvé la promotion de l'Alania Vladikavkaz qui devient le sixième et dernier promu.

#### Prévisions d'avant-saison
Tout juste relégué de la première division moins de deux semaines avant le début de la compétition et affichant le budget le plus important (1,6 milliard de roubles), le Krylia Sovetov Samara est vu comme le grand favori du championnat cette saison. Derrière lui, plusieurs équipes sont citées comme des concurrents potentiels à la montée, nommément le FK Orenbourg, lui aussi fraîchement relégué, le Torpedo Moscou, le Baltika Kaliningrad, le Chinnik Iaroslavl, le FK Nijni Novgorod, le Neftekhimik Nijnekamsk, le SKA-Khabarovsk, le Tom Tomsk ou encore le Tchaïka Pestchanokopskoïe,. Affichant déjà l'un des budgets les plus faibles du championnat (90 millions de roubles lors du dernier exercice) et malgré une troisième position la saison précédente, le Tchertanovo Moscou voit son budget être encore réduit tandis son entraîneur et une partie importante de l'effectif rejoint le Krylia Sovetov au cours de l'intersaison, rendant les perspectives du club particulièrement incertaines.
La plupart des prédictions place le restant des participants soit dans le milieu de classement soit dans la lutte pour le maintien. En particulier, les six promus de la troisième division ainsi que les équipes sauvées administrativement de la descente à l'issue de la saison 2019-2020 sont considérées comme les plus menacées par la relégation.

### Première partie de saison

#### Un leadership instable - Journées 1 à 5
Jouée le 1er et le 2 août 2020, la première journée de la saison 2020-2021 prend place près de quatre mois et demi après le dernier tour de l'exercice précédent disputé le 15 mars 2020, le championnat ayant par la suite été arrêté de manière anticipée en raison de la pandémie de Covid-19 en Russie. Cette longue pause n'a cependant pas concerné les deux équipes reléguées de la première division, le Krylia Sovetov Samara et le FK Orenbourg, qui ont quant à elles participées au restant de cette dernière compétition jusqu'à son terme le 22 juillet, soit une dizaine de jours avant le retour de la deuxième division,.
Ce premier tour est notamment marqué par la large victoire du Volgar Astrakhan, qui prend la première place aux dépens du FK Krasnodar-2 (3-0). Il est suivi par le SKA-Khabarovsk, vainqueur sur la pelouse de l'Alania Vladikavkaz (4-2). Le Spartak-2 Moscou et le Ienisseï Krasnoïarsk se placent quant à eux barragistes après leurs victoires respectives contre le Tchertanovo Moscou et l'Irtych Omsk sur le score de 2-1. Du côté des autres favoris, Orenbourg et le Chinnik Iaroslavl l'emportent contre le Dinamo Briansk (1-0) et le Torpedo Moscou (1-0) respectivement tandis que le Krylia Sovetov Samara est tenu en échec à domicile par le Baltika Kaliningrad (0-0),.
La journée suivante voit cette fois le FK Nijni Novgorod prendre la place de leader après sa victoire face à l'Irtych Omsk (2-0), qui fait suite à son succès du tour précédent contre le Tom Tomsk (1-0). Le Ienisseï Krasnoïarsk et Orenbourg sont les deux autres équipes à enchaîner une deuxième victoire de suite, respectivement contre le Dinamo Briansk (1-0) et le Neftekhimik Nijnekamsk, et complètent ainsi le podium. Le Dinamo Briansk, le Tom Tomsk ainsi que l'Irtych Omsk sont quant à elles les trois seules équipes à connaître la défaite lors de ces deux premières journées et occupent le bas du classement. Dans le même temps, le Torpedo Moscou est tenu en échec par le Spartak-2 (1-1) tandis que le Krylia Sovetov Samara est nettement battu sur la pelouse du Veles Moscou, qui prend dans la foulée la quatrième place (1-3),.
Seule équipe à sortir vainqueur de ses trois premiers matchs après son succès contre l'Alania Vladikavkaz (2-0), le relégué Orenbourg prend la première place à l'issue de la troisième journée, profitant des défaites du Ienisseï Krasnoïarsk et du FK Nijni Novgorod contre le Neftekhimik Nijnekamsk (0-2) et le Dinamo Briansk (0-1) respectivement. Ces contre-performances font également les affaires du Baltika Kaliningrad, du Spartak-2 et du Veles Moscou qui pointent tous les trois à 7 points et complètent le reste du top 4. Dans le bas de classement, l'Irtych Omsk et le Tom Tomsk ne comptent pas le moindre point tandis que le Tchaïka Pestchanokopskoïe et le Torpedo Moscou sont les deux autres équipes n'ayant pas encore gagné le moindre match cette saison,.
La série parfaite d'Orenbourg s'achève finalement dès le tour suivant, alors que l'équipe est tenue en échec par le Tekstilchtchik Ivanovo (1-1). Elle est dans la foulée rejointe en haut du classement par le Spartak-2 et le Baltika Kaliningrad, vainqueurs respectifs de l'Akron Togliatti (1-0) et du Chinnik Iaroslavl (2-0), ce dernier prenant la tête à la faveur de la différence de buts. Le Ienisseï Krasnoïarsk retrouve quant à lui la quatrième place après son succès contre l'Alania Vladikavkaz (3-2). En bas de classement, le Torpedo Moscou remporte son premier succès de la saison contre Krasnodar-2 (3-0) tandis que le Tchaïka Pestchanokopskoïe est battu sur ses terres par le Krylia Sovetov Samara (0-3) et que l'Irtych Omsk et le Tom Tomsk se neutralisent (1-1),.
La cinquième journée voit un nouveau changement dans la domination du championnat. Le match nul du Baltika sur la pelouse du Torpedo Moscou (1-1) permet en effet à Orenbourg et surtout au Spartak-2 de passer devant à la faveur de victoires à l'extérieur contre le Krylia Sovetov Samara (1-0) et l'Irtych Omsk (5-0), cette dernière permettant aux Moscovites de prendre la tête à la différence de buts et avec un total de 13 points. Dans le même temps, le succès du Veles face au Chinnik Iaroslavl (2-1) lui permet de monter en quatrième position en compagnie du Baltika à 11 unités. S'ensuit le duo Neftekhimik Nijnekamsk-Ienisseï Krasnoïarsk, vainqueur pour le premier du Tchertanovo Moscou (3-0) et tenu en échec pour le second par le Tekstilchtchik Ivanovo (2-2), à 10 points ainsi que l'autre duo Dinamo Briansk-SKA-Khabarovsk, tous les deux victorieux contre le Tom Tomsk (2-0) et le Fakel Voronej (1-0), qui comptent quant à eux 9 unités et complètent le haut de classement. En ce qui concerne les autres résultats du tour, le Tchaïka Pestchanokopskoïe remporte sa première victoire de la saison aux dépens du Volgar Astrakhan (2-1) et sort des places de relégation, de même pour l'Alania Vladikavkaz grâce à son match nul face à Nijni Novgorod (1-1), tandis que l'Akron Togliatti s'impose contre Krasnodar-2 (1-0),.

#### L'échappée d'Orenbourg - Journées 6 à 10
La veille du sixième tour voit s'effectuer le premier changement d'entraîneur de la saison avec le départ de l'intérimaire Ilchat Aïtkoulov du FK Orenbourg au profit du Tchèque Marcel Lička (en). Dans la foulée le club enchaîne un deuxième succès consécutif contre le Volgar Astrakhan (2-1) et reprend la première place au Spartak-2, qui s'incline quant à lui devant Krasnodar-2 (1-2) et tombe en troisième position après avoir été dépassé par le Baltika Kaliningrad, vainqueur de l'Akron Togliatti (1-0). Le haut de classement voit également les victoires du trio Ienisseï Krasnoïarsk-Dinamo Briansk-SKA-Khabarovsk, aux dépens du Krylia Sovetov Samara (3-1), de l'Irtych Omsk (1-0) et du Chinnik Iaroslavl (2-1), qui restent ainsi à proximité immédiate des premières places. Dans le même temps, le Neftekhimik Nijnekamsk est tenu en échec par le Tom Tomsk (0-0) tandis que le Veles Moscou subit sa première défaite de la saison en étant lourdement battu par l'autre équipe moscovite du Torpedo sur le score de 5-0,.
Victorieux pour la troisième fois de suite contre le Fakel Voronej (2-0) pour porter son total à 19 points en sept journées, Orenbourg conforte sa place de leader en tirant de plus avantage de la défaite du Baltika Kaliningrad face à Krasnodar-2 (1-3) et du match nul du Ienisseï contre le Volgar Astrakhan (1-1). Ces contre-performances profitent également au Neftekhimik Nijnekamsk et au Veles Moscou qui s'imposent aux dépens de l'Irtych Omsk (1-0) et de l'Akron Togliatti (1-0) et rattrapent ces deux autres équipes pour former un quatuor pointant à 14 unités, loin derrière la première place. La confrontation entre le Dinamo Briansk et le Spartak-2 est quant à elle annulée en raison de la détection de plusieurs cas de Covid-19 au sein de l'effectif du Dinamo, ce dernier étant par la suite sanctionné d'une défaite technique 3-0 qui permet au Spartak-2 de compter à 16 points et de reprendre la deuxième place. Dans le bas de classement, en plus de la défaite d'Omsk, le Tom Tomsk est lui aussi battu par l'Alania Vladikavkaz (0-1), les deux équipes restant ainsi les seules à ne pas avoir connu la victoire à ce stade de la saison,. Peu après la fin de ce tour, le Tom annonce le départ de son entraîneur Vassili Baskakov, de même pour le Fakel Voronej, alors classé vingtième, qui se sépare de Vladimir Bestchastnykh,.
La huitième journée est marquée par une nouvelle victoire du FK Orenbourg qui s'impose contre le Chinnik Iaroslavl (3-0) et porte son avance sur la deuxième place à cinq points, tirant partie de la défaite du Spartak-2 Moscou face au Baltika Kaliningrad (0-2) qui prend pour sa part la deuxième position. Ce dernier, en compagnie du Neftekhimik Nijnekamsk qui obtient une victoire technique contre le Dinamo Briansk, complète ainsi le podium du championnat à l'issue de ce tour avec 17 points chacun. En ce qui concerne la course aux barrages, le SKA-Khabarovsk l'emporte face à l'Akron Togliatti (2-0) pour prendre la cinquième position, accompagné par le Torpedo Moscou victorieux contre le Tchaïka Pestchanokopskoïe (2-1), et le Veles Moscou tenu en échec par Krasnodar-2 (2-2), pour former un trio pointant à 15 unités. En bas de classement, l'Irtych Omsk et le Tom Tomsk continuent leurs séries noires face à l'Alania Vladikavkaz (0-2) et le Tekstilchtchik Ivanovo (0-2) et pointent à seulement 1 et 2 points. Les autres relégables à ce stade de la saison sont le Volgar Astrakhan, le Chinnik Iaroslavl, le Tchertanovo Moscou et l'Akron Togliatti qui connaissent tous la défaite durant ce tour et comptabilisent entre 4 et 7 unités,.
La compétition est marquée par deux nouvelles annulations de matchs en raison du Covid-19 au cours de la manche suivante : sont ainsi annulées la rencontre entre l'Alania Vladikavkaz et le Dinamo Briansk, la troisième d'affilée pour les Brianskiens, ainsi que celle entre le Chinnik Iaroslavl et le Ienisseï Krasnoïarsk après la détection de cas positifs au sein de cette dernière équipe. Les deux matchs sont par la suite décomptés comme des défaites techniques pour le Dinamo et le Ienisseï. Concernant les matchs joués, le leader enchaîne pour sa part un cinquième succès d'affilée sur la pelouse du Torpedo Moscou (2-1), tandis que le Neftekhimik Nijnekamsk et le Baltika Kaliningrad sont battus respectivement par le Spartak-2 (0-1) et le Veles Moscou (1-2), ces deux derniers clubs en profitant pour monter sur le podium dans la foulée. La lutte pour les barrages se resserre également à cette occasion, les différents résultats permettant aux équipes entre la quatrième et la quatorzième position de ne compter que trois unités d'écart avec 14 à 17 points. Dans le bas du classement, le Tchaïka Pestchanokopskoïe s'éloigne un peu plus de la relégation en s'imposant face à l'Akron Togliatti (2-0) avec 12 points au compteur, soit quatre de plus que le premier non-relégable le Chinnik Iaroslavl, qui sort tout juste d'une zone rouge comptant 6 et 7 points jusqu'à la vingtième place tandis que les deux derniers Tomsk et Omsk stagnent à seulement 2 et 1 point,. Peu après la fin de cette journée, le Fakel Voronej annonce la nomination d'Oleg Vassilenko au poste d'entraîneur tandis que l'Irtych Omsk annonce le remplacement de Vladimir Araïs par Ievgueni Kharlatchiov.
La série victorieuse d'Orenbourg prend finalement fin au lors du dixième tour avec un match nul et vierge contre l'Akron Togliatti (0-0). Dans le même temps, la confrontation entre les deux pensionnaires moscovites du podium, le Spartak-2 et le Veles, voit la victoire des Spartakistes qui reviennent à quatre points de la première position (2-1). Les barragistes Baltika Kaliningrad et Neftekhimik Nijnekamsk échouent quant à eux à s'imposer contre le SKA-Khabarovsk (0-0) et l'Alania Vladikavkaz (0-0) et sont dépassés dans la foulée par le Krylia Sovetov Samara, le FK Nijni Novgorod ainsi que le Torpedo Moscou, les deux premiers s'imposant respectivement face à l'Irtych Omsk (4-0) et le Chinnik Iaroslavl (3-0) tandis que le dernier obtient une victoire technique face au Ienisseï Krasnoïarsk (3-0), qui se trouve une fois de plus incapable de disputer la rencontre. En complément de la situation sanitaire, les difficultés financières du club sibérien amènent par la suite l'entraîneur Aleksandr Tarkhanov à annoncer son départ prochain. Dans la lutte pour le maintien, deux confrontations entre relégables voient le Fakel Voronej s'imposer sur la pelouse du Tchertanovo Moscou (3-0) tandis que le Volgar Astrakhan sort de la zone rouge en gagnant lui aussi à l'extérieur contre le Tom Tomsk (3-1),.

#### Nijni Novgorod passe en tête - Journées 11 à 15
La onzième journée est dans un premier temps marquée par un nouvel abandon du Ienisseï Krasnoïarsk, qui se voit obligé de concéder une troisième défaite technique de suite contre l'Akron Togliatti (0-3), qui passe à onze points et revient à hauteur du Volgar Astrakhan, premier non-relégable tenu en échec par l'Irtych Omsk (1-1), et du Fakel Voronej qui a lui aussi fait match nul face au Tom Tomsk (0-0). Une dernière confrontation de bas de classement opposant le Chinnik Iaroslavl au Tchertanovo Moscou se termine elle aussi par un match nul (1-1). Pendant ce temps, dans le haut du classement, le leader Orenbourg est neutralisé pour la deuxième fois de suite par Krasnodar-2 (1-1), ce qui lui suffit malgré tout à égaler le record d'invincibilité de début de saison établi par le FK Khimki lors de l'exercice précédent, ainsi qu'à accroître son avance grâce à la défaite du Spartak-2 Moscou sur la pelouse de l'Alania Vladikavkaz (1-2). Cette défaite profite par ailleurs au Krylia Sovetov Samara, qui enchaîne un cinquième succès d'affilée en battant largement le Dinamo Briansk (7-0) pour prendre la deuxième position à la faveur de la différence de buts. Vainqueur du Torpedo Moscou, le FK Nijni Novgorod rejoint lui aussi le duo du podium à 22 points, seulement une unité d'avance sur le Neftekhimik Nijnekamsk et le Veles Moscou, qui se sont quant à eux imposés contre le Tekstilchtchik Ivanovo (4-0) et le SKA-Khabarovsk (1-0) respectivement,. Les jours qui suivent voient l'officialisation du départ d'Aleksandr Tarkhanov du Ienisseï Krasnoïarsk tandis que le Tom Tomsk annonce la nomination d'Aleksandr Kerjakov au poste d'entraîneur.
Le tour suivant s'accompagne de nouveaux changements importants dans le haut de classement. Alors qu'Orenbourg enregistre son troisième match nul de suite contre le Baltika Kaliningrad (2-2), la fin de série du Krylia Sovetov, tenu en échec sur la pelouse du Neftekhimik Nijnekamsk (1-1), permet au Spartak-2 de reprendre la deuxième position après sa victoire face au SKA-Khabarovsk (1-0) tandis que Nijni Novgorod et le Veles Moscou dépassent aussi les Samariens après leurs succès respectifs contre l'Akron Togliatti (3-0) et le Tchaïka Pestchanokopskoïe (2-0) et occupent les places de barragistes. Le bas du classement est quant à lui marqué par les premiers succès des deux derniers, l'Irtych Omsk parvenant à s'imposer face au Fakel Voronej (1-0) tandis que le Tom Tomsk doit se contenter d'une victoire par forfait face au Chinnik Iaroslavl (3-0), mis en quarantaine après l'apparition de cas de Covid-19 au sein de son effectif et donc incapable de disputer la rencontre,.
La treizième journée est notamment marquée par la confrontation entre Orenbourg et le Veles Moscou, qui s'achève sur un nouveau match nul pour le leader (1-1). Ce résultat du Veles profite ainsi au Krylia Sovetov Samara, qui prend la quatrième position en s'imposant contre l'Alania Vladikavkaz (2-0), tandis que le Spartak-2 Moscou et le FK Nijni Novgorod reviennent à seulement un point de la première place après leurs victoires respectives à l'extérieur contre le Tekstilchtchik Ivanovo (2-0) et le FK Krasnodar-2 (3-2). Dans le bas de classement, l'Irtych Omsk obtient sa deuxième victoire d'affilée en raison de l'abandon du Chinnik Iaroslavl, toujours en quarantaine, et laisse ainsi la dernière place au Tom Tomsk battu quant à lui par le Torpedo Moscou (0-1). Dans le même temps, la victoire de l'Akron Togliatti contre le Tchertanovo Moscou (1-0) lui permet de sortir de la zone rouge aux dépens du Ienisseï Krasnoïarsk qui connaît à nouveau la défaite sur la pelouse du Baltika Kaliningrad (0-1) et tombe à la dix-septième place. Le Fakel Voronej, dix-huitième, est quant à lui tenu en échec par le Dinamo Briansk (0-0) et se place à deux points du premier non-relégable,.
Tenu en échec pour la cinquième fois d'affilée, cette fois par le SKA-Khabarovsk (2-2), Orenbourg finit par perdre son fauteuil de leader à l'issue du quatorzième tour, dépassé par Nijni Novgorod qui prend la première place en décrochant son septième succès consécutif contre le Baltika Kaliningrad (2-1). Juste derrière, le Krylia Sovetov l'emporte sur les terres du Tekstilchtchik Ivanovo (3-0) et complète à présent le podium, profitant quant à lui de la contre-performance du Spartak-2, battu à domicile par le Tchaïka Pestchanokopskoïe (1-2). Dans la course aux barrages, l'Alania Vladikavkaz s'impose face au Volgar Astrakhan (2-0) pour se placer cinquième à deux points des places de barrages tandis que le Torpedo Moscou et le Neftekhimik Nijnekamsk s'imposent respectivement contre l'Irtych Omsk (2-0) et le Fakel Voronej (3-1) pour rejoindre le Veles Moscou, battu par le Ienisseï Krasnoïarsk (0-2), à trois points des barrages. En bas de classement, le résultat du Ienisseï lui permet de mettre fin à sa mauvaise série et de sortir de la zone de relégation aux dépens de l'Akron Togliatti, qui s'incline face au Tom Tomsk (1-2) qui remporte son premier match sportivement et laisse à nouveau la dernière place à Omsk. Parmi les autres relégables, le Tchertanovo Moscou remporte sa première victoire depuis le mois d'août face au FK Krasnodar-2 (1-0) tandis que le Chinnik Iaroslavl tombe à l'extérieur contre le Dinamo Briansk (0-2),.
Le tour suivant voit le nouveau trio de tête conforter sa position, Nijni Novgorod préservant sa nouvelle place de premier sur la pelouse du Veles Moscou (3-1) tandis qu'Orenbourg et le Krylia Sovetov Samara s'imposent respectivement face au Tchaïka Pestchanokopskoïe (1-0) et au Spartak-2 Moscou (2-1) pour accroître leur avance sur la quatrième place à 4 à 6 points. La contre-performance de cette dernière équipe permet par ailleurs au Torpedo Moscou et Neftekhimik Nijnekamsk, vainqueurs du Dinamo Briansk (3-0) et du Chinnik Iaroslavl (2-1), de revenir à son niveau tandis que l'Alania Vladikavkaz échoue quant à lui à s'imposer sur les terres du Fakel Voronej (0-0). Dans la zone de relégation, la troisième victoire en quatre matchs de l'Irtych Omsk face à l'Akron Togliatti (1-0) lui permet de remonter à la vingtième position, laissant la dernière place au Chinnik Iaroslavl tandis que le Tom Tomsk s'incline sur la pelouse du FK Krasnodar-2 (0-2). Vainqueur du Baltika Kaliningrad à l'extérieur (2-1), le Tchertanovo Moscou revient quant à lui à trois points du premier non-relégable le Tekstilchtchik Ivanovo, tenu en échec par le Volgar Astrakhan (0-0) et pointant à 17 unités,. Peu après la fin de ce tour, le relégable Akron Togliatti annonce le départ de son entraîneur Dmitri Iemelianov.

#### Fin de la phase aller - Journées 16 à 21
La seizième journée voit une nouvelle fois le trio de tête s'imposer, Nijni Novgorod enchaînant sa neuvième victoire d'affilée contre le SKA-Khabarovsk (1-0) tandis qu'Orenbourg continue d'être invaincu en gagnant sur la pelouse du Spartak-2 Moscou (3-0) alors que le Krylia Sovetov Samara l'emporte contre le Volgar Astrakhan (3-0). La défaite du Spartak-2 a également pour conséquence sa sortie des quatre premiers pour la première fois depuis la deuxième journée, sa place étant prise par le Torpedo Moscou qui entre dans les places de barragistes avec 31 points au compteur après sa large victoire contre le Neftekhimik Nijnekamsk (4-0). Derrière, en compagnie du Spartak-2 et du Neftekhimik, l'Alania Vladikavkaz, tenu en échec par le Chinnik Iaroslavl lors d'un match prolifique (4-4), ainsi que le Veles Moscou, vainqueur du Tchertanovo Moscou (3-0), pointent tous à 28 unités, à trois points du Torpedo. En bas de classement, le Tom Tomsk s'incline une nouvelle fois contre le Baltika Kaliningrad (0-1) et retombe en dernière position tandis que l'Irtych Omsk et le Fakel Voronej concèdent le match nul face au FK Krasnodar-2 (0-0) et le Tekstilchtchik Ivanovo (0-0) respectivement. L'Akron Togliatti est quant à lui battu par le Dinamo Briansk (0-2) et se place donc à quatre points du premier non-relégable,. Les jours qui suivent sont marqués par le départ de l'entraîneur Alekseï Poddoubski du SKA-Khabarovsk et son remplacement par Sergueï Iouran dans la foulée.
La bonne dynamique des trois premiers finit par s'interrompre au cours du tour suivant, qui voit notamment Orenbourg subir sa première défaite de la saison contre le Ienisseï Krasnoïarsk (1-3) tandis que Nijni Novgorod et le Krylia Sovetov sont tenus en échec à l'extérieur par le Tchaïka Pestchanokopskoïe (1-1) et le Fakel Voronej (1-1) respectivement. Le surplace du trio de tête permet au Torpedo Moscou de revenir à seulement deux points de la promotion directe grâce à son cinquième succès consécutif face à l'Alania Vladikavkaz (2-0), suivi du Neftekhimik Nijnekamsk qui s'impose lui aussi contre l'Akron Togliatti (4-3) et se maintient à trois unités des barrages. Parmi les autres pensionnaires du haut de classement, en plus de la défaite de l'Alania, le Veles Moscou concède le match nul face au Tom Tomsk (0-0) tandis que le Spartak-2 subit un quatrième revers d'affilée sur la pelouse du Volgar Astrakhan (0-2). Ce groupement est également de plus  par le Baltika Kaliningrad, qui profite de son succès face à l'Irtych Omsk (3-2) pour se replacer à six points des barrages. Dans le bas de classement, les victoires du Tekstilchtchik Ivanovo et du SKA-Khabarovsk contre le Chinnik Iaroslavl (0-3) et le Tchertanovo Moscou (0-2), combinés au succès du Volgar, ont pour principale conséquence de creuser l'écart avec la zone rouge et de placer le Fakel Voronej, premier relégable, à six points du maintien,. Dans les jours suivants, l'Akron Togliatti annonce la nomination d'Igor Picușceac au poste d'entraîneur.
À l'issue d'une dix-huitième journée prolifique qui voit 38 buts être marqués lors des onze rencontres, le fauteuil de leader finit par changer une nouvelle fois de main pour passer sous le contrôle du Krylia Sovetov Samara, large vainqueur du Chinnik Iaroslavl (4-1), qui profite du match nul suivant l'opposition entre Nijni Novgorod et Orenbourg (0-0) pour prendre la tête. Le Torpedo Moscou profite lui aussi de cette double contre-performance pour revenir au niveau d'Orenbourg après son nouveau succès sur la pelouse du Tekstilchtchik Ivanovo (3-1), toujours suivi du Neftekhimik Nijnekamsk qui continue sur sa lancée avec une large victoire contre Krasnodar-2 (5-0) et revient à trois points du podium. Derrière, le Veles Moscou, l'Alania Vladikavkaz et le Baltika Kaliningrad s'imposent respectivement face à l'Irtych Omsk (2-1), l'Akron Togliatti (5-1) et le Dinamo Briansk (3-1) pour se maintenir à cinq ou six points des barrages, tandis que le Spartak-2 Moscou est tenu en échec par le Ienisseï Krasnoïarsk (1-1). Dans le bas de classement, l'intégralité du sextuor de relégables connaît la défaite durant ce tour, avec les revers additionnels du Tom Tomsk contre le SKA-Khabarovsk (1-2), du Tchertanovo Moscou face au Tchaïka Pestchanokopskoïe (1-2) et du Fakel Voronej sur la pelouse du Volgar Astrakhan (1-2),. La fin de ce tour s'accompagne par un nouveau changement d'entraîneur, cette fois chez la lanterne rouge avec le départ d'Aleksandr Pobegalov du Chinnik Iaroslavl.
La domination du Krylia Sovetov s'avère de courte durée, ce dernier étant battu dès le tour suivant sur la pelouse du Torpedo Moscou (1-3) et chutant dans la foulée jusqu'à la quatrième position derrière son adversaire du jour tandis que Nijni Novgorod reprend la première place en s'imposant sur la pelouse du Ienisseï Krasnoïarsk (1-0), suivi d'Orenbourg qui l'emporte à domicile face au Tchertanovo Moscou (3-1). Le Neftekhimik Nijnekamsk poursuit également sa série de victoires sur les terres du Baltika Kaliningrad (1-0) pour se placer à deux points du nouveau quatrième. S'ensuivent également le Veles Moscou et l'Alania Vladikavkaz, vainqueurs respectifs du Dinamo Briansk (2-1) et de Krasnodar-2 (4-0), qui pointent à quatre et cinq unités des barrages. Au sein de la zone rouge, la victoire de l'Akron Togliatti contre le Tekstilchtchik Ivanovo (3-1) lui permet de revenir à quatre points de ce dernier tandis que le Fakel Voronej décroche le match nul contre le Spartak-2 Moscou (1-1) pour se placer à cinq points du maintien. Vainqueur du Volgar Astrakhan (2-1), le Chinnik Iaroslavl remporte quant à lui son premier match depuis le mois de septembre, le premier sur les terrains depuis la première journée, et revient au niveau de l'Irtych Omsk neutralisé par le SKA-Khabarovsk (1-1). La dernière place revient ainsi au Tom Tomsk, tenu en échec par le Tchaïka Pestchanokopskoïe (1-1),.
Elle aussi particulièrement prolifique avec à nouveau 38 buts inscrits sur l'ensemble des onze matchs, la vingtième journée est notamment marquée par la défaite du Torpedo Moscou, qui s'incline sur la pelouse du Volgar Astrakhan (2-3). Ce revers permet ainsi au Krylia Sovetov Samara de reprendre la troisième place en s'imposant contre l'Akron Togliatti (3-1) tandis que Nijni Novgorod et Orenbourg remportent de nouveaux succès sur les pelouses du Spartak-2 Moscou (4-0) et du Tom Tomsk (1-0). En s'imposant respectivement contre le Neftekhimik Nijnekamsk (3-1) et le Baltika Kaliningrad (5-0), le Veles Moscou et l'Alania Vladikavkaz reviennent quant à eux au niveau du Neftekhimik et profitent du résultat du Torpedo pour revenir à deux et trois points de la quatrième position. En bas de classement, le Fakel Voronej l'emporte contre le Chinnik Iaroslavl (2-0) et revient à trois unités du Tekstilchtchik Ivanovo, tenu en échec par Krasnodar-2 (0-0). Le Tchertanovo Moscou connaît de son côté une cinquième défaite d'affilée à domicile face au Ienisseï Krasnoïarsk (1-2) tandis que l'Irtych Omsk fait match nul contre le Tchaïka Pestchanokopskoïe (2-2). Un dernier résultat voit quant à lui le SKA-Khabarovsk s'imposer sur la pelouse du Dinamo Briansk (5-2),. Dans la foulée de ce tour, le Chinnik Iaroslavl annonce la nomination de Iouri Gazzaïev au poste d'entraîneur.
Vainqueur du Tchertanovo à l'issue de la journée suivante (3-2), Nijni Novgorod parvient cette fois à creuser l'écart en profitant des contre-performances d'Orenbourg et du Krylia Sovetov, tenus en échec par l'Irtych Omsk (0-0) et Krasnodar-2 (1-1), pour prendre une avance de quatre points sur ses poursuivants. Le Torpedo Moscou en tire également profit en l'emportant face au Fakel Voronej (4-1) pour reprendre la troisième place. Dans le même temps, les trois autres prétendants à la montée échouent eux aussi à s'imposer, le Veles Moscou et l'Alania Vladikavkaz se neutralisant (1-1) tandis que le Neftekhimik Nijnekamsk est battu sur la pelouse du SKA-Khabarovsk (2-3). Dans la lutte pour le maintien, le Tekstilchtchik Ivanovo s'impose aux dépens du Baltika Kaliningrad (1-0) et dépasse notamment le Dinamo Briansk, qui passe premier non-relégable après sa défaite sur la pelouse du Tchaïka Pestchanokopskoïe (0-1), qui maintient malgré tout une avance de quatre points sur la relégation. Au sein de la zone rouge, en plus des défaites du Fakel et du Tchertanovo, l'Akron Togliatti ainsi que le Chinnik Iaroslavl sont tous les battus par le Volgar Astrakhan (0-3) et le Spartak-2 Moscou (1-2). Le Tom Tomsk est le seul relégable à connaître la victoire sur la pelouse du Ienisseï Krasnoïarsk (1-0) pour faire retomber le Chinnik à la dernière place,.

#### Mouvements dans le bas de classement avant la trêve - Journées 22 à 26
Marquant le début de la phase retour, la vingt-deuxième journée voit notamment la victoire de l'intégralité du quatuor de tête. Ainsi, le FK Nijni Novgorod poursuit sur sa lancée sur la pelouse de l'Irtych Omsk (1-0) tandis qu'Orenbourg s'impose lui aussi à l'extérieur face au Neftekhimik Nijnekamsk (2-1). De leur côté, les barragistes le Torpedo Moscou et le Krylia Sovetov Samara l'emporte à domicile contre le Spartak-2 Moscou (1-0) et le Veles Moscou (2-1). Les revers du Veles et du Neftekhimik, combinés au nouveau match nul de l'Alania Vladikavkaz face au Tchaïka Pestchanokopskoïe (1-1), contribuent ainsi à accroître l'écart entre les quatre premiers et les autres prétendants à la montée, qui s'établit alors à sept points. Le bas de classement est lui aussi le théâtre de plusieurs oppositions entre équipes mal classées. À ce titre, le Fakel Voronej remporte une large victoire face au FK Krasnodar-2 (6-2) et revient à trois unités de son adversaire du jour, et seulement deux points du Dinamo Briansk, le premier non-relégable ayant pour sa part fait match nul contre le Ienisseï Krasnoïarsk (0-0). Juste derrière, l'Akron Togliatti et le Tchertanovo Moscou s'imposent également face au Chinnik Iaroslavl (3-1) et le Tom Tomsk (2-1) pour préserver leurs espoirs de maintien. Les deux autres résultats de ce tour sont le match nul et vierge entre le Volgar Astrakhan et le Baltika Kaliningrad (0-0), tandis que le Tekstilchtchik Ivanovo s'incline devant le SKA-Khabarovsk (0-1) et tombe à seulement trois points de la zone de relégation,.
Le tour suivant est marqué par la défaite d'Orenbourg sur la pelouse de l'Alania Vladikavkaz (2-1), qui revient à cinq points du top 4. En parallèle, le Krylia Sovetov et le Torpedo Moscou en profitent pour passer devant grâce à leur succès à l'extérieur contre le SKA-Khabarovsk (1-0) et l'Akron Togliatti (1-0) tandis que Nijni Novgorod sort lui aussi vainqueur de sa rencontre face au Dinamo Briansk (3-0). Alors que le Veles Moscou parvient à suivre la cadence en s'imposant contre le Volgar Astrakhan (1-0), le Neftekhimik Nijnekamsk connaît pour sa part un quatrième revers d'affilée sur les terres du Ienisseï Krasnoïarsk (0-1) et tombe à dix unités des places de promotion. Dans la zone de relégation, en complément de la défaite de l'Akron, le Fakel Voronej tient le match nul contre le Baltika Kaliningrad (0-0) pour revenir à un point du Dinamo Briansk et du maintien. La confrontation entre le Tchertanovo Moscou et l'Irtych Omsk s'achève quant à lui sur la victoire de ce dernier (1-0) tandis que le Tom Tomsk et le Chinnik Iaroslavl s'imposent tous les deux sur les pelouses du Spartak-2 (2-1) et de Krasnodar-2 (2-1). Plus haut au classement, le Tekstilchtchik Ivanovo l'emporte à l'extérieur contre le Tchaïka Pestchanokopskoïe (3-1) et prend cinq points d'avance sur la zone rouge,.
Comme deux manches auparavant, les quatre premiers sortent victorieux de leurs rencontres du vingt-quatrième tour, avec les succès à l'extérieur de Nijni Novgorod et d'Orenbourg contre le Neftekhimik Nijnekamsk (1-0) et le Tekstilchtchik Ivanovo (2-0) tandis que le Torpedo Moscou et le Krylia Sovetov Samara s'imposent chez eux face à Krasnodar-2 (4-2) et le Tchaïka Pestchanokopskoïe (2-1). Derrière, l'Alania Vladikavkaz l'emporte lui aussi contre le Ienisseî Krasnoïarsk (3-0) tandis que le Veles Moscou fait quant à lui match nul sur la pelouse du Fakel Voronej (0-0). Ce dernier résultat permet par ailleurs à ce dernier club de revenir au niveau du Dinamo Briansk, battu par le Tchertanovo Moscou (1-2) mais qui reste hors de la zone rouge à la faveur du nombre de matchs gagnés. Dans le même temps, le match nul de l'Akron Togliatti contre le Spartak-2 Moscou (0-0) et la victoire de l'Irtych Omsk contre le Tom Tomsk (1-0) permet à ces deux clubs de revenir à trois unités du maintien, tandis que le Tchertanovo se place à quatre points. Le Chinnik Iaroslavl est pour sa part battu à domicile par le Baltika Kaliningrad (1-3),.
La vingt-cinquième journée est marquée par deux confrontations de haut de classement : la première est la réception du Krylia Sovetov par Orenbourg, ce dernier s'imposant sur le score de 2-1, tandis que la deuxième voit Nijni Novgorod être neutralisé sur la pelouse de l'Alania Vladikavkaz (0-0). Le succès d'Orenbourg lui permet ainsi de repasser en deuxième position devant le Torpedo Moscou, tenu quant à lui en échec par le Baltika Kaliningrad (0-0). De son côté, le Veles Moscou l'emporte face au Chinnik Iaroslavl (4-2) et revient à hauteur de l'Alania. En ce qui concerne la lutte pour le maintien, le Fakel Voronej ainsi que le Dinamo Briansk remportent leurs rencontres face au SKA-Khabarovsk (3-0) et le Tom Tomsk (1-0), laissant ainsi Krasnodar-2 comme premier relégable après son match nul contre l'Akron Togliatti (1-1). Juste derrière, l'Irtych Omsk et le Tchertanovo Moscou enchaînent chacun un nouveau succès aux dépens du Spartak-2 (2-1) et du Neftekhimik Nijnekamsk (1-0). Défait de son côté par le Ienisseï Krasnoïarsk (0-1), le Tekstilchtchik Ivanovo n'affiche plus qu'une avance de deux points sur la relégation,. En milieu de classement, le Volgar Astrakhan s'impose face au Tchaïka Pestchanokopskoïe (1-2), un résultat qui amène dans la foulée au renvoi de l'entraîneur de cette dernière équipe Magomed Adiev (en) le 1er décembre.
Pour la vingt-sixième et dernière manche de l'année 2020, le leader Nijni Novgorod connaît sa première défaite depuis le septième tour sur la pelouse du Tekstilchtchik Ivanovo (0-1), de même pour le Torpedo Moscou qui est battu par le Veles Moscou (0-1) tandis qu'Orenbourg est tenu en échec par le Volgar Astrakhan (2-2). Dans le même temps, le Krylia Sovetov Samara s'impose largement face au Ienisseï Krasnoïarsk (4-0) et profite ainsi de ces contre-performances pour reprendre la deuxième place et revenir à trois points du premier. L'Alania Vladikavkaz suit de son côté la dynamique du Veles en sortant lui aussi vainqueur de son match contre le Tchertanovo Moscou (3-1), les deux revenant à quatre points des barrages. Dans le bas de classement, Krasnodar-2 remporte un très large succès contre le Spartak-2 Moscou (7-0) pour quitter la zone de relégation tandis que le Fakel Voronej fait match nul face au Tchaïka Pestchanokopskoïe (1-1). Ces résultats laissent donc le Dinamo Briansk, battu de son côté par l'Irtych Omsk (0-1), dans la zone de relégation. Ce nouveau succès permet par ailleurs à cette dernière équipe de revenir à un point du maintien. Les autres relégables sont quant à eux tous battus à l'issue de cette journée, à la défaite du Tchertanovo s'ajoutant celles de l'Akron Togliatti, le Tom Tomsk et le Chinnik Iaroslavl face au Baltika Kaliningrad (0-2), Neftekhimik Nijnekamsk (0-2) et le SKA-Khabarovsk (2-3) respectivement,.

#### Classement à la trêve hivernale
Alors que le championnat entame une longue trêve hivernale de près de trois mois s'étalant jusqu'à la fin du mois de février 2021, le classement à l'issue de la première phase de la compétition est dominé par le FK Nijni Novgorod qui termine champion d'automne avec 58 points, occupant la première position continuellement depuis la dix-neuvième journée. Il est suivi par le Krylia Sovetov Samara qui se place deuxième avec trois unités de retard. Les places de barragistes sont quant à elles occupées par le FK Orenbourg et le Torpedo Moscou qui cumulent respectivement 54 et 53 points. Ce quatuor de tête, qui reste inchangé depuis le seizième tour, est suivi par l'Alania Vladikavkaz et Veles Moscou, les deux promus se plaçant chacun à quatre unités de la quatrième place.
Les équipes classées entre la septième et la treizième position avec 40 à 33 points constituent quant à elles le milieu de classement, étant dans l'immédiat trop loin des premières places pour prétendre à la promotion et trop en avance sur la relégation pour être considérées comme menacées. Ce groupe contient dans l'ordre le SKA-Khabarovsk, le Neftekhimik Nijnekamsk, le Baltika Kaliningrad, le Ienisseï Krasnoïarsk, le Volgar Astrakhan, le Spartak-2 Moscou ainsi que le Tchaïka Pestchanokopskoïe.
Placés juste au-dessus de la zone de relégation, le Tekstilchtchik Ivanovo, le FK Krasnodar-2 et le Fakel Voronej comptent chacun une avance d'un à quatre points sur les deux premiers relégables, l'Irtych Omsk et le Dinamo Briansk, qui pointent tous les deux à 27 points. Au-delà de ce duo, le Tchertanovo Moscou et l'Akron Togliatti se placent à cinq et six points du maintien tandis que le Tom Tomsk et le Chinnik Iaroslavl occupent le fond du classement avec plus de dix points de retard sur le premier non-relégable à seize journées de la fin de saison.
| Rang | Équipe                    | Pts | J  | G  | N  | P  | Bp | Bc | Diff |
| ---- | ------------------------- | --- | -- | -- | -- | -- | -- | -- | ---- |
| 1    | FK Nijni Novgorod         | 58  | 26 | 18 | 4  | 4  | 39 | 15 | +24  |
| 2    | Krylia Sovetov Samara R   | 55  | 26 | 17 | 4  | 5  | 55 | 19 | +36  |
| 3    | FK Orenbourg R            | 54  | 26 | 15 | 9  | 2  | 39 | 19 | +20  |
| 4    | Torpedo Moscou            | 53  | 26 | 16 | 5  | 5  | 51 | 20 | +31  |
| 5    | Alania Vladikavkaz P      | 49  | 26 | 14 | 7  | 5  | 52 | 25 | +27  |
| 6    | Veles Moscou P            | 49  | 26 | 14 | 7  | 5  | 37 | 28 | +9   |
| 7    | SKA-Khabarovsk            | 40  | 26 | 12 | 4  | 10 | 34 | 32 | +2   |
| 8    | Neftekhimik Nijnekamsk    | 40  | 26 | 12 | 4  | 10 | 38 | 27 | +11  |
| 9    | Baltika Kaliningrad       | 40  | 26 | 11 | 7  | 8  | 28 | 24 | +4   |
| 10   | Ienisseï Krasnoïarsk      | 37  | 26 | 11 | 4  | 11 | 26 | 35 | -9   |
| 11   | Volgar Astrakhan P        | 35  | 26 | 10 | 5  | 11 | 31 | 29 | +2   |
| 12   | Spartak-2 Moscou          | 34  | 26 | 10 | 4  | 12 | 30 | 38 | -8   |
| 13   | Tchaïka Pestchanokopskoïe | 33  | 26 | 8  | 9  | 9  | 28 | 34 | -6   |
| 14   | Tekstilchtchik Ivanovo    | 31  | 26 | 8  | 7  | 11 | 22 | 31 | -9   |
| 15   | FK Krasnodar-2            | 29  | 26 | 7  | 8  | 11 | 35 | 44 | -9   |
| 16   | Fakel Voronej             | 28  | 26 | 6  | 10 | 10 | 25 | 26 | -1   |
| 17   | Irtych Omsk               | 27  | 26 | 7  | 6  | 13 | 21 | 35 | -14  |
| 18   | Dinamo Briansk P          | 27  | 26 | 8  | 3  | 15 | 16 | 39 | -23  |
| 19   | Tchertanovo Moscou        | 23  | 26 | 7  | 2  | 17 | 20 | 40 | -20  |
| 20   | Akron Togliatti P         | 22  | 26 | 6  | 4  | 16 | 20 | 39 | -19  |
| 21   | Tom Tomsk                 | 17  | 26 | 4  | 5  | 17 | 14 | 32 | -18  |
| 22   | Chinnik Iaroslavl         | 16  | 26 | 4  | 4  | 17 | 25 | 55 | -30  |

### Deuxième partie de saison

#### Trêve hivernale
En trêve pendant près de trois mois entre le 5 décembre 2020 et le 27 février 2021, le championnat de deuxième division reprend officiellement lors de la vingt-septième journée disputée ce dernier jour. À partir de là, les seize dernières journées sont disputées jusqu'au 15 mai 2021, date de la quarante-deuxième et dernière manche, après quoi sont disputés les barrages de promotion contre les équipes de première division qui marquent la fin de la saison.
Au cours de cette période, l'entraîneur du Neftekhimik Nijnekamsk Iouri Outkoulbaïev quitte ses fonctions à la fin de l'année 2020 et est remplacé par Kirill Novikov tandis que le Tchaïka Pestchanokopskoïe annonce la nomination de Sergueï Tachouïev à la tête de l'équipe.
À la mi-janvier 2021, la fédération russe décide d'annuler la victoire du Dinamo Briansk face à l'Irtych Omsk (1-0) lors de la sixième journée après que le club a été reconnu coupable de falsification de documents afin de masquer le nombre réel de cas de Covid-19 affectant l'effectif à ce moment-là. Le résultat est de ce fait changé en défaite technique 3-0 pour le Dinamo tandis que trois points supplémentaires lui sont retirés. Ce changement fait ainsi remonter l'Irtych en quinzième position, qui sort donc de la zone de relégation aux dépens du Fakel Voronej, tandis que le Dinamo passe de la dix-septième à la vingtième place,. En complément, l'entraîneur du Dinamo Aleksandr Gorbatchiov (en) est suspendu de toutes activités liées au football pour un an et quitte ses fonctions au club, la direction de l'équipe pour la suite revenant à son adjoint Ievgueni Perevertaïlo.
Pendant ce temps, en première division, les déboires financiers du FK Tambov durant le début d'année 2021, et sa disparition quasi-annoncée à l'issue de l'exercice pourraient permettre au dix-septième d'être finalement repêché administrativement en fin de saison.

#### Une reprise dominée par le Krylia Sovetov - Journées 27 à 30
La vingt-septième journée, et par extension la deuxième partie de saison, débute le 27 février 2021 par une rencontre au sommet entre les deux premiers avec la réception du Krylia Sovetov Samara par le FK Nijni Novgorod, celle-ci s'achevant par la victoire des Samariens (1-0) qui reviennent à hauteur de leurs hôtes et prennent la tête du championnat à la faveur des résultats en confrontations directes. Le duo de tête profite de plus des contre-performances de leurs deux poursuivants directs, Orenbourg s'inclinant à domicile face au Fakel Voronej (1-2) tandis que le Torpedo Moscou est tenu en échec par le SKA-Khabarovsk (0-0), pour prendre une avance de quatre points sur les barragistes. Ces derniers résultats ne profitent cependant ni au Veles Moscou, accroché par l'Akron Togliatti (1-1), ni à l'Alania Vladikavkaz, battu sur sa pelouse par Tom Tomsk (2-3), qui restent à une distance de quatre et cinq points des barrages. Dans le bas de classement, le Tekstilchtchik Ivanovo l'emporte face au Tchertanovo Moscou (1-0) tandis que la victoire du Fakel lui permet de sortir de la zone rouge aux dépens de Krasnodar-2, qui tombe en dix-septième position après sa défaite face au Baltika Kaliningrad (0-2). Malgré un revers à domicile contre le Neftekhimik Nijnekamsk (1-2), l'Irtych Omsk maintient quant à lui une avance d'un point sur la zone rouge tandis que le Spartak-2 Moscou et le Dinamo Briansk se neutralisent (0-0). Largement battu sur la pelouse du Tchaïka Pestchanokopskoïe (1-5), le Chinnik Iaroslavl demeure quant à lui largement dernier avec un retard de quatorze unités sur le maintien et quatre sur l'avant-dernier Tomsk,.
Large vainqueur du Tchertanovo Moscou lors du tour suivant (5-0), le Krylia Sovetov profite en plus du match nul de Nijni Novgorod, qui enchaîne un quatrième match sans succès sur la pelouse du Volgar Astrakhan (1-1), pour s'échapper à la tête du championnat. Les difficultés du second sont également à l'avantage d'Orenbourg qui s'impose à l'extérieur face au Chinnik Iaroslavl (4-1) pour se placer à deux points de la promotion directe, tandis que le Torpedo est de son côté battu à domicile par le Tchaïka Pestchanokopskoïe (1-2). L'Alania Vladikavkaz l'emporte quant à lui face à l'Irtych Omsk (1-0) et revient à deux unités des barrages, reprenant dans la foulée la cinquième place au Veles Moscou qui s'incline contre Krasnodar-2 (1-2). Ces deux derniers résultats influent également sur la course au maintien, la victoire de Krasnodar lui permettant de sortir de la zone rouge aux dépens d'Omsk tandis que le Fakel Voronej enchaîne un nouveau succès sur la pelouse du Ienisseï Krasnoïarsk (3-1) pour prendre une avance de quatre points sur la relégation, signant par la même occasion un septième match de suite sans défaite. En ce qui concerne les autres équipes relégables, seuls l'Akron Togliatti et le Tom Tomsk parviennent à obtenir des points à la faveur de deux matchs nuls contre le SKA-Khabarovsk (1-1) et le Tekstilchtchik Ivanovo (1-1) tandis qu'aux revers du Tchertanovo et du Chinnik s'ajoute celui du Dinamo Briansk qui s'incline lourdement sur les terres du Neftekhimik Nijnekamsk (1-5),.
Disputée en milieu de semaine le 10 mars, la vingt-neuvième journée est notamment marquée par la large victoire d'Orenbourg sur le Torpedo Moscou (3-0) qui, combinée à la nouvelle contre-performance de Nijni Novgorod à domicile face au Fakel Voronej (1-2), permet aux Orenbourgeois de prendre la deuxième position. Pour sa part, le Krylia Sovetov Samara poursuit sur sa lancée avec un nouveau succès à Tomsk (3-1) et prend une avance de quatre points sur le nouveau dauphin. Le revers du Torpedo le fait de plus sortir des places de barrages pour la première fois depuis la mi-octobre 2020 à la faveur de l'Alania Vladikavkaz, qui intègre le top 4 avec une victoire à l'extérieur contre le Dinamo Briansk (2-0). Le Veles Moscou est quant à lui battu à domicile par le Baltika Kaliningrad (0-1), qui revient à six points des barrages en compagnie du Neftekhimik Nijnekamsk, vainqueur du Spartak-2 Moscou (1-0). À l'autre bout du classement, en plus des résultats de Tomsk et Briansk, le Chinnik Iaroslavl s'effondre à Krasnoïarsk et subit son cinquième revers consécutif (0-6) tandis que l'Irtych Omsk est battu sur sa pelouse par le Tekstilchtchik Ivanovo (0-1) alors que le Tchertanovo Moscou est tenu en échec par le Volgar Astrakhan (1-1). L'Akron Togliatti enregistre l'unique succès parmi les relégables en s'imposant sur les terres du Tchaïka Pestchanokopskoïe (1-0) pour revenir à six points du maintien et du FK Krasnodar-2, qui obtient le point du match nul à Khabarovsk (1-1),. Dans les heures suivant cette manche, le Spartak-2 annonce le limogeage de son entraîneur Roman Pylypchuk (en) alors que l'équipe n'a remporté qu'un match lors des seize dernières journées et se retrouve à cinq unités de la relégation, le flambeau étant repris dans la foulée par Ievgueni Bushmanov.
Le tour suivant voit le Krylia Sovetov remporter un quatrième succès d'affilée face à l'Irych Omsk (3-1) et poursuivre son échappée en tête de classement, tandis que le Nijni Novgorod finit par retrouver le chemin de la victoire en s'imposant sur la pelouse du Chinnik Iaroslavl (3-1), profitant dans la foulée du match nul d'Orenbourg à Togliatti (1-1) pour reprendre la deuxième position. L'Alania Vladikavkaz est quant à lui tenu en échec par le Neftekhimik Nijnekamsk (1-1), mais la nouvelle défaite du Torpedo Moscou face au Ienisseï Krasnoïarsk (0-1) lui permet de rester barragiste. Ce résultat profite malgré tout au Veles Moscou ainsi qu'au Baltika Kaliningrad qui reviennent à portée du top 4 à la faveur de leurs succès face au Spartak-2 Moscou (5-0) et au SKA-Khabarovsk (1-0). En bas de classement, le Fakel Voronej ainsi que le Tekstilchtchik Ivanovo maintiennent leurs bonnes formes récentes en enchaînant de nouvelles victoires contre le Tchertanovo Moscou (4-1) et le Dinamo Briansk (1-0) pour s'éloigner toujours plus de la zone rouge tandis que Krasnodar-2 tient le Tchaïka Pestchanokopskoïe en échec (1-1) et creuse l'écart avec la relégation à quatre points. Le Tom Tomsk s'incline quant à lui une nouvelle fois sur la pelouse du Volgar Astrakhan (1-2),.

#### Échappée du trio de tête et lutte pour la quatrième place - Journées 31 à 34
La trente-et-unième manche du championnat voit l'intégralité du trio de tête s'imposer, le succès le plus notable étant celui de Nijni Novgorod qui dispose du Torpedo Moscou sur le score de 4-1. Ce quatrième revers consécutif pour les Moscovites sonne de plus la fin du mandat de Sergueï Ignachevitch, qui est démis de ses fonctions quelques jours plus tard puis remplacé par Aleksandr Borodiouk. De son côté, le Krylia Sovetov Samara s'impose sur la pelouse du Dinamo Briansk (2-0) tandis qu'Orenbourg bat Krasnodar-2 (1-0). L'Alania Vladikavkaz est quant à lui tenu en échec par le Spartak-2 lors d'un match prolifique (3-3) et tombe à huit points de la promotion directe, tandis que le Baltika Kaliningrad revient à deux points de la quatrième position en s'imposant sur les terres du Tchaïka Pestchanokopskoïe (1-0). Le Veles Moscou et le Neftekhimik Nijnekamsk restent également dans la course à la montée avec respectivement un résultat nul à Khabarovsk (1-1) et un succès sur la pelouse du Tekstilchtchik Ivanovo (1-0) pour se placer à trois et quatre unités des barrages. Au sein de la zone rouge, l'Irtych Omsk et l'Akron Togliatti signent chacun des succès majeurs contre le Volgar Astrakhan (1-0) et le Ienisseï Krasnoïarsk (1-0) pour revenir à trois points de Krasnodar-2, premier non-relégable. Plus loin au classement, la confrontation inter-relégables entre le Tchertanovo Moscou et le Chinnik Iaroslavl se solde par un résultat nul (2-2) tandis que le Tom Tomsk est largement battu à domicile par le Fakel Voronej (0-3),.
Le tour suivant est cette fois marqué par deux confrontations d'importance dans la course à la promotion, le Krylia Sovetov parvenant en effet à s'imposer face au Neftekhimik Nijnekamsk (2-0), de même pour Orenbourg sur la pelouse du Baltika Kaliningrad (2-1) qui reprend ainsi la deuxième place à Nijni Novgorod, tenu pour sa part en échec par l'Akron Togliatti (0-0). Ces deux revers de prétendants à la promotion, combinés à celui du Veles Moscou face au Tchaïka Pestchanokospkoïe (0-1), profitent notamment à l'Alania Vladikavkaz et au Torpedo Moscou, tous les deux victorieux contre le Tekstilchtchik Ivanovo (2-0) et le Tchertanovo Moscou (3-0), l'un parvenant à creuser légèrement l'écart avec ses poursuivants tandis que l'autre reprend la cinquième place et demeure à trois points des barrages. Dans le bas du classement, la course au maintien reste stagnante, l'Akron étant la seule équipe à remporter le moindre point tandis que le Spartak-2, Krasnodar-2 et l'Irtych Omsk concèdent tous la défaite contre le SKA-Khabarovsk (0-3), le Ienisseï Krasnoïarsk (0-2) et le Fakel Voronej (1-3). La rencontre entre les deux derniers s'achève quant à elle sur un succès du Tom Tomsk sur la pelouse du Chinnik Iaroslavl (3-2), lui permettant de monter en vingtième position aux dépens du Dinamo Briansk, battu à Astrakhan (1-2),.
À nouveau confrontés à des concurrents pour la montée, le Krylia Sovetov Samara et Orenbourg poursuivent chacun sur leur lancée en s'imposant contre l'Alania Vladikavkaz (1-0) et le Veles Moscou (3-0). Nijni Novgorod l'emporte lui aussi contre Krasnodar-2 (3-0) pour ainsi marquer une avance de neuf points sur l'Alania et isoler toujours plus le trio de tête du reste de la compétition. Vainqueur du Ienisseï Krasnoïarsk (2-1), le Baltika Kaliningrad en profite pour revenir à portée de la quatrième place tandis que le Torpedo Moscou s'incline à Tomsk (0-1), le relégable enchaînant pour sa part un deuxième succès de suite et revenant à huit points du maintien. Le Neftekhimik Nijnekamsk est quant à lui tenu en échec par le Volgar Astrakhan (1-1) et pointe à six points des barrages en compagnie du Veles au terme de la trente-troisième journée. Dans la zone de relégation, l'Akron Togliatti maintient sa bonne forme récente et s'impose dans les derniers instants de la rencontre face au Tchertanovo Moscou (1-0) pour sortir de la zone rouge pour la première fois depuis le début du mois d'octobre, tirant avantage de la défaite de Krasnodar-2 ainsi que du match nul de l'Irtych Omsk contre le Chinnik Iaroslavl (0-0). Directement menacé sur ses arrières, le Spartak-2 Moscou doit quant à lui se contenter du match nul face au Tekstilchtchik Ivanovo (1-1). Enfin, le Dinamo Briansk concède un sixième revers consécutif devant le Fakel Voronej (0-2) qui poursuit son parcours parfait depuis la reprise et remonte en neuvième position,.
Auteur d'un neuvième succès d'affilée contre le Tekstilchtchik Ivanovo (4-0), le Krylia Sovetov profite de la défaite d'Orenbourg sur la pelouse du SKA-Khabarovsk (0-1) pour conforter toujours plus sa place de leader du championnat à l'issue du trente-quatrième tour. Nijni Novgorod tire également parti de cette contre-performance en s'imposant à Kaliningrad (1-0) pour reprendre la deuxième position. Dans la lutte pour la quatrième place, l'Alania Vladikavkaz connaît une nouvelle fois la défaite à Astrakhan (0-1) et doit laisser sa place au Torpedo Moscou, qui l'emporte de son côté face à l'Irtych Omsk (1-0). Chez les autres poursuivants, en plus de la défaite du Baltika, le Veles Moscou et le Neftekhimik Nijnekamsk échouent une nouvelle fois à s'imposer et concèdent chacun le match nul devant le Ienisseï Krasnoïarsk (1-1) et le Fakel Voronej (1-1). La lutte pour le maintien est quant à elle marquée par les succès du Spartak-2 Moscou et de Krasnodar-2 contre le Tchaïka Pestchanokospkoïe (2-0) et le Tchertanovo Moscou (1-0) tandis que le match nul de l'Akron Togliatti face au Tom Tomsk (0-0) le fait retomber dans la zone rouge. Enfin, la rencontre entre les deux derniers s'achève sur la victoire du Dinamo Briansk, qui remporte son premier succès de l'année 2021 sur la pelouse du Chinnik Iaroslavl (1-0),.

#### Premières relégations - Journées 35 à 38
La trente-cinquième manche, programmée le 7 avril 2021, ne voit que dix de ses onze rencontres être disputées ce jour-là, le match entre le Spartak-2 Moscou et le Krylia Sovetov Samara étant reporté à une date ultérieure en raison de la participation des Samariens aux quarts de finale de la Coupe de Russie qui se déroulent au même moment. En l'absence du leader, l'ensemble des autres prétendants directs à la montée ressortent victorieux, le succès le plus notable étant celui de Nijni Novgorod contre le Veles Moscou (1-0), ce dernier sortant ainsi quasi-définitivement de la course aux premières places en plus de perdre dans la foulée son entraîneur Alekseï Stoukalov, qui s'en va pour le FK Oufa en première division tandis que son assistant Dmitri Bezniak assure l'intérim pour le restant de la saison. Orenbourg l'emporte quant à lui contre le Tchaïka Pestchanokopskoïe (3-0) tandis que l'Alania Vladikavkaz inflige sa première défaite de l'année au Fakel Voronej (2-0). Enfin, le Torpedo Moscou et le Baltika Kaliningrad s'imposent face aux équipes relégables du Dinamo Briansk (1-0) et du Tchertanovo Moscou (2-1). Tenu en échec par le Chinnik Iaroslavl (1-1), le Neftekhimik Nijnekamsk voit lui aussi ses perspectives de montée s'éloigner, accusant un retard de sept points avec autant de matchs restants. Le bas de classement est quant à lui marqué par deux confrontations majeures dans la lutte pour le maintien dans lesquelles s'opposent Krasnodar-2 et le Tom Tomsk ainsi que l'Akron Togliatti et l'Irtych Omsk. Ces deux rencontres s'achèvent finalement sur deux résultats nuls avec un score d'un but partout,.
Les trois premiers poursuivent leur course en tête durant le tour suivant, le Krylia Sovetov l'emportant face au Volgar Astrakhan pour son dixième succès consécutif (1-0) tandis que Nijni Novgorod et Orenbourg font de même contre le SKA-Khabarovsk (1-0) et le Spartak-2 (5-2). Les choses se passent moins bien pour le Torpedo Moscou qui est tenu en échec sur la pelouse du Neftekhimik Nijnekamsk (2-2) et doit laisser sa place de quatrième à l'Alania Vladikavkaz, vainqueur quant à lui du Chinnik Iaroslavl (1-0). Ce dernier résultat entérine par ailleurs la relégation du Chinnik, qui compte un retard de 21 points sur le maintien pour seulement 18 restant à distribuer, et quitte ainsi la deuxième division après plus de douze années de présence continue. Pour ce qui est des équipes pouvant encore se maintenir, le Tchertanovo Moscou doit s'incliner face au Veles Moscou (2-4) tandis que l'Akron Togliatti et le Dinamo Briansk se neutralisent (1-1). Le Tom Tomsk et Krasnodar-2 sortent quant à eux vainqueurs de leurs confrontations respectives contre le Baltika Kaliningrad (1-0) et l'Irych Omsk (2-0), le premier pour revenir à huit unités du premier non-relégable alors que le second marque une avance de trois points sur la zone rouge,.
La trente-septième journée voit une fois de plus l'ensemble du trio de tête s'imposer, le Krylia Sovetov Samara et Nijni Novgorod s'imposant chacun à domicile contre le Fakel Voronej (5-1) et le Tchaïka Pestchanokopskoïe (2-0) alors qu'Orenbourg l'emporte sur la pelouse du Ienisseï Krasnoïarsk (2-1). La lutte pour la deuxième place de barragiste est quant à elle marquée par la confrontation entre l'Alania Vladikavkaz et le Torpedo Moscou, qui donne finalement lieu à un résultat nul (1-1), tandis que le Baltika Kaliningrad revient à portée du quatrième après sa victoire à Omsk (1-0). À l'autre bout du classement, c'est au tour du Tchertanovo Moscou de voir sa relégation assurée après sa large défaite contre le SKA-Khabarovsk (0-4). Le Tekstilchtchik Ivanovo et le Spartak-2 Moscou s'éloignent pour leur part de la zone rouge avec un match nul face au Chinnik Iaroslavl pour l'un (0-0), et une victoire contre le Volgar Astrakhan pour l'autre (2-0). Krasnodar-2 est quant à lui battu sur la pelouse du Dinamo Briansk (1-2). Ce dernier résultat ne profite cependant pas à ses poursuivants, le revers de l'Akron Togliatti à Nijnekamsk (2-3) s'ajoutant à celui d'Omsk, tandis que le Tom Tomsk est tenu en échec par le Veles Moscou (0-0),.
Match décisif dans la lutte pour la montée directe, la confrontation entre Orenbourg et Nijni Novgorod est le principal événement du trente-huitième tour. La rencontre, globalement dominée par les Orenbourgeois, s'achève sur la victoire de ces derniers qui prennent ainsi la deuxième place à leur adversaire du jour (2-1). Pendant ce temps, le Krylia Sovetov est tenu en échec dans les dernières minutes de son match face au Chinnik Iaroslavl et perd ses premiers points de l'année 2021 (2-2). Derrière le peloton de tête, l'ensemble des prétendants à la quatrième place l'emportent contre des équipes du bas de classement, l'Alania Vladikavkaz s'imposant sur les terres de l'Akron Togliatti (2-1) tandis que le Torpedo Moscou et le Baltika Kaliningrad sortent vainqueurs du Tekstilchtchik Ivanovo (2-1) et du Dinamo Briansk (2-0). Ce dernier résultat entérine notamment la descente du Dinamo, qui compte un retard de 13 points sur le maintien à quatre journées de la fin et devient le troisième club mathématiquement relégué. Parmi les autres prétendants au maintien, Krasnodar-2 et le Tom Tomsk obtiennent chacun un point du Neftekhimik Nijnekamsk (1-1) et du SKA-Khabarovsk (1-1) tandis que le Spartak-2 Moscou et l'Irtych Omsk sont battus par le Ienisseï Krasnoïarsk (2-4) et le Veles Moscou (1-2),.

#### Victoire du Krylia Sovetov et fin de saison - Journées 39 à 42
La trente-neuvième journée s'avère d'autant plus décisive dans la course pour la montée. En effet, elle voit notamment le Krylia Sovetov Samara remporter un large succès face au Torpedo Moscou (5-1), tandis qu'Orenbourg et l'Alania Vladikavkaz s'imposent aux dépens du Tchertanovo Moscou (3-2) et de Krasnodar-2 (3-1). En parallèle, à la défaite du Torpedo s'ajoutent celles de Nijni Novgorod et du Baltika Kaliningrad contre le Ienisseï Krasnoïarsk (1-2) et le Neftekhimik Nijnekamsk (1-2). Ces différents résultats ont pour conséquence de voir Nijni Novgorod tomber à quatre points de la deuxième place tandis que l'Alania affiche à présent une avance de cinq à six unités sur ses poursuivants. En ce qui concerne la lutte pour le maintien, l'Akron Togliatti et le Tom Tomsk remportent tous les deux la victoire contre le Tekstilchtchik Ivanovo (2-0) et le Tchaïka Pestchanokopskoïe (3-0) pour revenir à un et quatre points du premier non-relégable tandis que les revers de l'Irtych Omsk et du Spartak-2 Moscou contre le SKA-Khabarovsk (1-2) et le Fakel Voronej (3-5) s'ajoutent à celui de Krasnodar-2, condamnant quasiment l'Irtych tandis que le Tekstilchtchik, le Spartak-2 et Krasnodar-2 pointent chacun à trois unités ou moins de la zone de relégation,. L'Irtych Omsk annonce dans la foulée le départ de son entraîneur Ievgueni Kharlatchiov, remplacé par son assistant Andreï Koutcheriavykh (en) pour la fin de saison.
Vainqueur sur la pelouse de l'Akron Togliatti (2-1), le Krylia Sovetov assure définitivement sa montée à l'issue du tour suivant. Derrière, Orenbourg l'emporte contre le Tom Tomsk (2-0) tandis que Nijni Novgorod retrouve le chemin du succès face au Spartak-2 (4-0). Malgré cette large victoire, le club nijégorodien annonce le départ de son entraîneur Robert Ievdokimov par consentement mutuel, tandis que Anton Khazov (en) prend les rênes de l'équipe pour le reste de la saison. La lutte pour la quatrième place est quant à elle relancée par la victoire du Baltika Kaliningrad face à l'Alania Vladikavkaz (2-0) ainsi que celle du Torpedo Moscou contre le Volgar Astrakhan (1-0), qui font revenir les deux vainqueurs à trois et deux unités des barrages. En bas de classement, l'Irtych Omsk devient la quatrième équipe reléguée après une nouvelle défaite sur les terres du Tchaïka Pestchanokopskoïe (1-2), tandis que le revers de Krasnodar-2 contre le Tekstilchtchik (0-1) s'ajoute à ceux de ses autres concurrents directs pour le maintien,. Pendant ce temps, en première division, la non-participation du FK Tambov aux championnats professionnels pour la saison 2020-2021 est confirmée par son directeur sportif, ce qui amènera au repêchage automatique du dix-septième de deuxième division au terme de l'exercice.
Le 5 mai 2021, peu avant le début de l'avant-dernière journée, le match en retard entre le Spartak-2 et le Krylia Sovetov s'achève sur la victoire du leader (2-0), qui assure définitivement son titre de champion. À cette occasion, l'attaquant samarien Ivan Sergueïev atteint la barre des 39 buts et bat ainsi le record de buts inscrits lors d'une saison de championnat, dépassant les 38 réalisations d'Andreï Fedkov en 2004 sous les couleurs du Terek Grozny.
Le leader enchaîne trois jours plus tard un large succès contre Krasnodar-2 pour sa dernière à domicile (6-0), tandis qu'Orenbourg et Nijni Novgorod s'imposent eux aussi contre l'Irtych Omsk (4-0) et le Tchertanovo Moscou (3-1), fixant ainsi définitivement le podium. La place de quatrième demeure quant à elle indécise, la victoire du Baltika Kaliningrad face au Tekstilchtchik Ivanovo (2-0) et les match nuls de l'Alania Vladikavkaz et du Torpedo Moscou contre le Veles Moscou (0-0) et le Fakel Voronej ramenant ces trois équipes dans une fourchette de seulement deux points à l'aube du dernier tour. À l'aube bout du classement, le Spartak-2 assure définitivement sa place après son succès face au Chinnik Iaroslavl (4-2) tandis que le Tom Tomsk revient à portée du maintien en l'emportant contre le Ienisseï Krasnoïarsk (1-0). En récupérant le point du match nul à Astrakhan (1-1), l'Akron Togliatti dépasse pour sa part Krasnodar-2 et prend la seizième position,.
La dernière journée du championnat, disputée le 15 mai, a ainsi comme principale intrigue la lutte pour la quatrième position, synonyme de qualification en barrages de promotion et encore disputée entre trois équipes, avec un avantage pour l'Alania Vladikavkaz. À cela s'ajoute également la lutte pour le maintien, avec une dernière place de relégation encore indécise et alors occupée par le Tom Tomsk, qui se place à deux unités de Krasnodar-2 et de l'Akron Togliatti. Les dernières rencontres de la saison ne voient finalement que peu de changements sur ces deux tableaux. Vainqueur sur la pelouse du SKA-Khabarovsk (2-1), l'Alania assure pour de bon sa quatrième position, alors que le Baltika Kaliningrad et le Torpedo Mosocu s'inclinent tous les deux à domicile contre le Krylia Sovetov (0-1) et le Chinnik Iaroslavl (0-1). À l'autre bout du classement, Krasnodar-2 s'impose contre le Volgar Astrakhan (1-0) pour repasser devant l'Akron, battu quant à lui par le Fakel Voronej (0-2). Tenu en échec par Nijni Novgorod (1-1), le Tom Tomsk ne parvient pas à rattraper l'Akron et demeure relégable au terme de la saison,.

#### Décisions administratives
Peu avant le début du dernier tour, Orenbourg et l'Alania Vladikavkaz se voient tous les deux refuser une licence de première division par la fédération russe de football, les empêchant de fait d'être promus. Dans la foulée, le 14 mai, le règlement des barrages de promotion est confirmé, stipulant que ceux-ci seraient annulés dans le cas où au moins deux des équipes entre la première et la quatrième position échoue à obtenir une licence pour la première division. La qualification de l'Alania au terme de la saison entraîne donc l'annulation des rencontres de barrages tandis que la place de promotion directe d'Orenbourg est finalement réattribuée au FK Nijni Novgorod, qui a fini troisième.
Le 2 juillet 2021, à huit jours du début de la saison 2021-2022, la fédération russe de football reconnaît le Tchaïka Pestchanokopskoïe coupable d'avoir pris part à trois matchs truqués au cours de la saison 2018-2019. En conséquence, le club est rétrogradé administrativement en troisième division tandis que le Tom Tomsk est repêché pour le remplacer.

## Statistiques

### Leader par journée
La frise suivante montre l'évolution des équipes ayant successivement occupé la première place :
|     | ——  | ——  | ——  | ——  | ——           | ——           | ——           | ——           | ——           | ——           | ——           | ——           | ——             | ——             | ——             | ——             | ——  | ——                | ——                | ——                | ——                | ——                | ——                | ——                | ——                | ——                    | ——                    | ——                    | ——                    | ——                    | ——                    | ——                    | ——                    | ——                    | ——                    | ——                    | ——                    | ——                    | ——                    | ——                    | ——                    | —— |  |
| VOL | NIJ | ORE | BAL | SPA | FK Orenbourg | FK Orenbourg | FK Orenbourg | FK Orenbourg | FK Orenbourg | FK Orenbourg | FK Orenbourg | FK Orenbourg | Nijni Novgorod | Nijni Novgorod | Nijni Novgorod | Nijni Novgorod | KRY | FK Nijni Novgorod | FK Nijni Novgorod | FK Nijni Novgorod | FK Nijni Novgorod | FK Nijni Novgorod | FK Nijni Novgorod | FK Nijni Novgorod | FK Nijni Novgorod | Krylia Sovetov Samara | Krylia Sovetov Samara | Krylia Sovetov Samara | Krylia Sovetov Samara | Krylia Sovetov Samara | Krylia Sovetov Samara | Krylia Sovetov Samara | Krylia Sovetov Samara | Krylia Sovetov Samara | Krylia Sovetov Samara | Krylia Sovetov Samara | Krylia Sovetov Samara | Krylia Sovetov Samara | Krylia Sovetov Samara | Krylia Sovetov Samara | Krylia Sovetov Samara |    |  |
|     |     |     |     |     |              |              |              |              |              |              |              |              |                |                |                |                |     |                   |                   |                   |                   |                   |                   |                   |                   |                       |                       |                       |                       |                       |                       |                       |                       |                       |                       |                       |                       |                       |                       |                       |                       |    |  |
|     |     |     |     |     |              |              |              |              |              |              |              |              |                |                |                |                |     |                   |                   |                   |                   |                   |                   |                   |                   |                       |                       |                       |                       |                       |                       |                       |                       |                       |                       |                       |                       |                       |                       |                       |                       |    |  |
| 1   | 2   | 3   | 4   | 5   | 6            | 7            | 8            | 9            | 10           | 11           | 12           | 13           | 14             | 15             | 16             | 17             | 18  | 19                | 20                | 21                | 22                | 23                | 24                | 25                | 26                | 27                    | 28                    | 29                    | 30                    | 31                    | 32                    | 33                    | 34                    | 35                    | 36                    | 37                    | 38                    | 39                    | 40                    | 41                    | 42                    |    |  |

### Dernier par journée
La frise suivante montre l'évolution des équipes ayant successivement occupé la dernière place :
|     | ——        | ——        | ——        | ——          | ——          | ——          | ——          | ——          | ——          | ——          | ——          | ——  | ——  | ——  | ——  | ——      | ——      | ——  | ——  | ——                | ——                | ——                | ——                | ——                | ——                | ——                | ——                | ——                | ——                | ——                | ——                | ——                | ——                | ——                | ——                | ——                | ——                | ——                | ——                | ——                | ——                | —— |  |
| KRA | Tom Tomsk | Tom Tomsk | Tom Tomsk | Irtych Omsk | Irtych Omsk | Irtych Omsk | Irtych Omsk | Irtych Omsk | Irtych Omsk | Irtych Omsk | Irtych Omsk | Tom | IRT | CHI | Tom | Chinnik | Chinnik | Tom | Tom | Chinnik Iaroslavl | Chinnik Iaroslavl | Chinnik Iaroslavl | Chinnik Iaroslavl | Chinnik Iaroslavl | Chinnik Iaroslavl | Chinnik Iaroslavl | Chinnik Iaroslavl | Chinnik Iaroslavl | Chinnik Iaroslavl | Chinnik Iaroslavl | Chinnik Iaroslavl | Chinnik Iaroslavl | Chinnik Iaroslavl | Chinnik Iaroslavl | Chinnik Iaroslavl | Chinnik Iaroslavl | Chinnik Iaroslavl | Chinnik Iaroslavl | Chinnik Iaroslavl | Chinnik Iaroslavl | Chinnik Iaroslavl |    |  |
|     |           |           |           |             |             |             |             |             |             |             |             |     |     |     |     |         |         |     |     |                   |                   |                   |                   |                   |                   |                   |                   |                   |                   |                   |                   |                   |                   |                   |                   |                   |                   |                   |                   |                   |                   |    |  |
|     |           |           |           |             |             |             |             |             |             |             |             |     |     |     |     |         |         |     |     |                   |                   |                   |                   |                   |                   |                   |                   |                   |                   |                   |                   |                   |                   |                   |                   |                   |                   |                   |                   |                   |                   |    |  |
| 1   | 2         | 3         | 4         | 5           | 6           | 7           | 8           | 9           | 10          | 11          | 12          | 13  | 14  | 15  | 16  | 17      | 18      | 19  | 20  | 21                | 22                | 23                | 24                | 25                | 26                | 27                | 28                | 29                | 30                | 31                | 32                | 33                | 34                | 35                | 36                | 37                | 38                | 39                | 40                | 41                | 42                |    |  |

### Domicile et extérieur
| Rang | Équipe                    | Pts | J  | G  | N  | P  | Bp | Bc | Diff |
| ---- | ------------------------- | --- | -- | -- | -- | -- | -- | -- | ---- |
| 1    | Krylia Sovetov Samara     | 58  | 21 | 19 | 1  | 1  | 66 | 8  | +58  |
| 2    | FK Nijni Novgorod         | 47  | 21 | 15 | 2  | 4  | 38 | 12 | +26  |
| 3    | FK Orenbourg              | 47  | 21 | 14 | 5  | 2  | 42 | 18 | +24  |
| 4    | Neftekhimik Nijnekamsk    | 42  | 21 | 12 | 6  | 3  | 42 | 17 | +25  |
| 5    | Alania Vladikavkaz        | 42  | 21 | 12 | 6  | 3  | 45 | 21 | +24  |
| 6    | Torpedo Moscou            | 39  | 21 | 12 | 3  | 6  | 33 | 16 | +17  |
| 7    | Volgar Astrakhan          | 38  | 21 | 10 | 8  | 3  | 29 | 18 | +11  |
| 8    | Veles Moscou              | 37  | 21 | 10 | 7  | 4  | 34 | 24 | +10  |
| 9    | SKA-Khabarovsk            | 36  | 21 | 10 | 6  | 5  | 23 | 15 | +8   |
| 10   | Baltika Kaliningrad       | 35  | 21 | 11 | 2  | 8  | 24 | 15 | +9   |
| 11   | Ienisseï Krasnoïarsk      | 34  | 21 | 11 | 1  | 9  | 33 | 27 | +6   |
| 12   | Fakel Voronej             | 34  | 21 | 8  | 10 | 3  | 26 | 13 | +13  |
| 13   | FK Krasnodar-2            | 33  | 21 | 9  | 6  | 6  | 33 | 25 | +8   |
| 14   | Tchaïka Pestchanokopskoïe | 27  | 21 | 8  | 3  | 9  | 22 | 28 | -6   |
| 15   | Tekstilchtchik Ivanovo    | 26  | 21 | 6  | 8  | 7  | 13 | 21 | -8   |
| 16   | Spartak-2 Moscou          | 23  | 21 | 6  | 5  | 10 | 27 | 37 | -10  |
| 17   | Dinamo Briansk            | 22  | 21 | 7  | 1  | 13 | 14 | 30 | -16  |
| 18   | Akron Togliatti           | 22  | 21 | 5  | 7  | 9  | 19 | 25 | -6   |
| 19   | Tom Tomsk                 | 20  | 21 | 5  | 5  | 11 | 18 | 26 | -8   |
| 20   | Irtych Omsk               | 18  | 21 | 5  | 3  | 13 | 12 | 32 | -20  |
| 21   | Chinnik Iaroslavl         | 13  | 21 | 3  | 4  | 14 | 20 | 39 | -19  |
| 22   | Tchertanovo Moscou        | 12  | 21 | 3  | 3  | 15 | 16 | 36 | -20  |

| Rang | Équipe                    | Pts | J  | G  | N | P  | Bp | Bc | Diff |
| ---- | ------------------------- | --- | -- | -- | - | -- | -- | -- | ---- |
| 1    | FK Orenbourg              | 47  | 21 | 14 | 5 | 2  | 36 | 15 | +21  |
| 2    | Krylia Sovetov Samara     | 43  | 21 | 13 | 4 | 4  | 34 | 18 | +16  |
| 3    | FK Nijni Novgorod         | 41  | 21 | 12 | 5 | 4  | 29 | 16 | +13  |
| 4    | Baltika Kaliningrad       | 38  | 21 | 11 | 5 | 5  | 25 | 20 | +5   |
| 5    | Alania Vladikavkaz        | 35  | 21 | 10 | 5 | 6  | 29 | 19 | +10  |
| 6    | Torpedo Moscou            | 33  | 21 | 9  | 6 | 6  | 32 | 25 | +7   |
| 7    | Fakel Voronej             | 30  | 21 | 9  | 3 | 9  | 31 | 30 | +1   |
| 8    | Veles Moscou              | 29  | 21 | 8  | 5 | 8  | 20 | 22 | -2   |
| 9    | Ienisseï Krasnoïarsk      | 29  | 21 | 8  | 5 | 8  | 19 | 27 | -8   |
| 10   | Tchaïka Pestchanokopskoïe | 29  | 21 | 7  | 8 | 6  | 22 | 25 | -3   |
| 11   | Neftekhimik Nijnekamsk    | 28  | 21 | 8  | 4 | 9  | 22 | 27 | -5   |
| 12   | Spartak-2 Moscou          | 26  | 21 | 8  | 2 | 11 | 26 | 40 | -14  |
| 13   | SKA-Khabarovsk            | 24  | 21 | 7  | 3 | 11 | 29 | 32 | -3   |
| 14   | Tekstilchtchik Ivanovo    | 21  | 21 | 6  | 3 | 12 | 19 | 30 | -11  |
| 15   | Tom Tomsk                 | 21  | 21 | 5  | 6 | 10 | 14 | 24 | -10  |
| 16   | Akron Togliatti           | 20  | 21 | 5  | 5 | 11 | 16 | 29 | -13  |
| 17   | Irtych Omsk               | 17  | 21 | 4  | 5 | 12 | 21 | 29 | -8   |
| 18   | Volgar Astrakhan          | 16  | 21 | 4  | 4 | 13 | 18 | 27 | -9   |
| 19   | Tchertanovo Moscou        | 15  | 21 | 4  | 3 | 14 | 19 | 44 | -25  |
| 20   | Dinamo Briansk            | 13  | 21 | 3  | 4 | 14 | 10 | 36 | -26  |
| 21   | FK Krasnodar-2            | 12  | 21 | 2  | 6 | 13 | 13 | 43 | -30  |
| 22   | Chinnik Iaroslavl         | 12  | 21 | 2  | 6 | 13 | 19 | 51 | -32  |

### Évolution du classement
Le tableau suivant récapitule le classement au terme de chacune des journées définies par le calendrier officiel. Les positions importantes telles que les places de promotion et de relégation sont indiquées par un fond coloré. Dans le cas où une équipe ne pouvant monter en première division se trouve dans une place de promotion, la position suivante devient alors promouvable.
Les équipes comptant un ou plusieurs matchs en retard sont marquées avec un petit exposant rouge à côté du classement indiquant le nombre de rencontres en moins à l'issue d'une journée donnée.
| Journées →     | 1  | 2  | 3  | 4  | 5  | 6  | 7  | 8  | 9  | 10 | 11 | 12 | 13 | 14 | 15 | 16 | 17 | 18 | 19 | 20 | 21 | 22 | 23 | 24 | 25 | 26 | 27 | 28 | 29 | 30 | 31 | 32 | 33 | 34 | 35   | 36   | 37   | 38   | 39   | 40   | 41 | 42 | Prom. | Barr. | Rel. |
| Équipe         |    |    |    |    |    |    |    |    |    |    |    |    |    |    |    |    |    |    |    |    |    |    |    |    |    |    |    |    |    |    |    |    |    |    |      |      |      |      |      |      |    |    |       |       |      |
| -------------- | -- | -- | -- | -- | -- | -- | -- | -- | -- | -- | -- | -- | -- | -- | -- | -- | -- | -- | -- | -- | -- | -- | -- | -- | -- | -- | -- | -- | -- | -- | -- | -- | -- | -- | ---- | ---- | ---- | ---- | ---- | ---- | -- | -- | ----- | ----- | ---- |
| Akron          | 20 | 12 | 11 | 15 | 11 | 14 | 16 | 17 | 19 | 18 | 18 | 18 | 16 | 17 | 17 | 17 | 18 | 18 | 17 | 18 | 18 | 18 | 18 | 19 | 20 | 19 | 18 | 18 | 18 | 18 | 18 | 18 | 16 | 17 | 17   | 17   | 17   | 17   | 17   | 17   | 16 | 17 |       |       | 33   |
| Alania         | 21 | 8  | 15 | 19 | 16 | 12 | 11 | 9  | 6  | 9  | 7  | 6  | 8  | 5  | 7  | 6  | 8  | 7  | 7  | 6  | 6  | 5  | 5  | 5  | 5  | 5  | 6  | 5  | 4  | 4  | 4  | 4  | 4  | 5  | 5    | 4    | 4    | 4    | 4    | 4    | 4  | 4  |       | 13    | 2    |
| Baltika        | 11 | 5  | 3  | 1  | 3  | 2  | 4  | 3  | 5  | 7  | 10 | 9  | 9  | 10 | 10 | 9  | 9  | 8  | 8  | 8  | 11 | 11 | 11 | 9  | 10 | 9  | 8  | 8  | 8  | 7  | 5  | 6  | 5  | 6  | 6    | 6    | 6    | 6    | 6    | 6    | 5  | 5  | 3     | 4     |      |
| Chinnik        | 6  | 13 | 12 | 17 | 18 | 18 | 18 | 19 | 16 | 19 | 19 | 19 | 19 | 21 | 22 | 21 | 22 | 22 | 21 | 21 | 22 | 22 | 22 | 22 | 22 | 22 | 22 | 22 | 22 | 22 | 22 | 22 | 22 | 22 | 22   | 22   | 22   | 22   | 22   | 22   | 22 | 22 |       |       | 38   |
| Dinamo         | 18 | 20 | 17 | 8  | 7  | 5  | 8  | 13 | 14 | 12 | 13 | 14 | 14 | 11 | 13 | 11 | 11 | 14 | 14 | 15 | 16 | 16 | 16 | 16 | 15 | 20 | 20 | 20 | 20 | 20 | 20 | 21 | 21 | 21 | 21   | 20   | 20   | 20   | 20   | 20   | 20 | 20 |       | 1     | 20   |
| Fakel          | 7  | 15 | 18 | 16 | 17 | 19 | 20 | 16 | 18 | 17 | 17 | 17 | 18 | 18 | 19 | 19 | 17 | 17 | 18 | 17 | 17 | 17 | 17 | 17 | 16 | 17 | 15 | 15 | 14 | 14 | 11 | 11 | 9  | 11 | 10   | 9    | 9    | 10   | 10   | 9    | 9  | 9  |       |       | 21   |
| Ienisseï       | 4  | 2  | 7  | 4  | 6  | 4  | 6  | 8  | 12 | 15 | 15 | 16 | 17 | 15 | 12 | 10 | 10 | 10 | 10 | 9  | 12 | 12 | 8  | 10 | 7  | 10 | 11 | 12 | 11 | 11 | 12 | 12 | 12 | 12 | 11   | 10   | 10   | 9    | 9    | 10   | 10 | 10 | 1     | 3     | 1    |
| Irtych         | 15 | 21 | 21 | 21 | 22 | 22 | 22 | 22 | 22 | 22 | 22 | 22 | 21 | 22 | 20 | 20 | 20 | 20 | 20 | 20 | 19 | 20 | 19 | 18 | 18 | 15 | 16 | 17 | 17 | 17 | 17 | 17 | 17 | 18 | 18   | 18   | 18   | 18   | 19   | 19   | 19 | 19 |       |       | 39   |
| Krasnodar-2    | 22 | 14 | 13 | 14 | 19 | 15 | 13 | 14 | 13 | 14 | 14 | 11 | 11 | 12 | 11 | 13 | 13 | 15 | 15 | 14 | 15 | 15 | 15 | 15 | 17 | 16 | 17 | 16 | 16 | 16 | 16 | 16 | 18 | 16 | 16   | 15   | 16   | 16   | 16   | 16   | 17 | 16 |       |       | 6    |
| Krylia Sovetov | 13 | 18 | 10 | 6  | 9  | 13 | 10 | 10 | 7  | 3  | 2  | 5  | 4  | 3  | 3  | 3  | 3  | 1  | 4  | 3  | 4  | 4  | 3  | 3  | 4  | 2  | 1  | 1  | 1  | 1  | 1  | 1  | 1  | 1  | 1-1  | 1-1  | 1-1  | 1-1  | 1-1  | 1-1  | 1  | 1  | 20    | 13    | 1    |
| Neftekhimik    | 9  | 17 | 9  | 7  | 5  | 7  | 3  | 2  | 4  | 6  | 5  | 7  | 8  | 7  | 6  | 8  | 5  | 5  | 5  | 7  | 7  | 7  | 7  | 8  | 8  | 8  | 7  | 7  | 7  | 8  | 8  | 8  | 8  | 8  | 7    | 8    | 7    | 8    | 7    | 7    | 7  | 7  | 2     | 3     | 1    |
| Nijni Novgorod | 8  | 1  | 6  | 11 | 10 | 9  | 12 | 11 | 8  | 4  | 4  | 3  | 3  | 1  | 1  | 1  | 1  | 2  | 1  | 1  | 1  | 1  | 1  | 1  | 1  | 1  | 2  | 2  | 3  | 2  | 2  | 3  | 3  | 2  | 2    | 2    | 2    | 3    | 3    | 3    | 3  | 3  | 24    | 10    |      |
| Orenbourg      | 5  | 3  | 1  | 2  | 2  | 1  | 1  | 1  | 1  | 1  | 1  | 1  | 1  | 2  | 2  | 2  | 2  | 3  | 2  | 2  | 2  | 2  | 4  | 4  | 2  | 3  | 3  | 3  | 2  | 3  | 3  | 2  | 2  | 3  | 3    | 3    | 3    | 2    | 2    | 2    | 2  | 2  | 28    | 14    |      |
| SKA            | 2  | 9  | 16 | 9  | 8  | 6  | 7  | 5  | 10 | 10 | 11 | 12 | 12 | 13 | 14 | 14 | 14 | 12 | 12 | 11 | 10 | 8  | 9  | 7  | 9  | 7  | 9  | 9  | 9  | 9  | 9  | 9  | 10 | 9  | 12   | 12   | 11   | 11   | 11   | 11   | 11 | 11 | 1     | 1     |      |
| Spartak-2      | 3  | 6  | 4  | 3  | 1  | 3  | 2  | 4  | 2  | 2  | 3  | 2  | 2  | 4  | 4  | 5  | 7  | 9  | 9  | 10 | 8  | 9  | 10 | 11 | 12 | 12 | 13 | 13 | 15 | 15 | 15 | 15 | 15 | 15 | 15-1 | 16-1 | 15-1 | 15-1 | 15-1 | 15-1 | 15 | 14 |       |       |      |
| Tchaïka        | 10 | 19 | 20 | 20 | 15 | 11 | 15 | 15 | 15 | 13 | 9  | 10 | 10 | 9  | 9  | 12 | 12 | 11 | 11 | 12 | 9  | 10 | 12 | 12 | 13 | 13 | 12 | 11 | 12 | 13 | 14 | 13 | 13 | 13 | 13   | 13   | 13   | 13   | 13   | 13   | 13 | 12 |       |       | 3    |
| Tchertanovo    | 16 | 11 | 5  | 10 | 13 | 17 | 17 | 18 | 20 | 20 | 20 | 20 | 20 | 19 | 18 | 18 | 19 | 19 | 19 | 19 | 20 | 19 | 20 | 20 | 19 | 18 | 19 | 19 | 19 | 19 | 19 | 19 | 20 | 20 | 20   | 21   | 21   | 21   | 21   | 21   | 21 | 21 |       | 1     | 37   |
| Tekstilchtchik | 12 | 7  | 8  | 12 | 12 | 16 | 14 | 12 | 9  | 11 | 12 | 13 | 15 | 16 | 16 | 16 | 16 | 16 | 16 | 16 | 14 | 14 | 14 | 14 | 14 | 14 | 14 | 14 | 13 | 12 | 13 | 14 | 14 | 14 | 14   | 14   | 14   | 14   | 14   | 14   | 14 | 15 |       |       |      |
| Tom            | 19 | 22 | 22 | 22 | 21 | 21 | 21 | 21 | 21 | 21 | 21 | 21 | 22 | 20 | 21 | 22 | 21 | 21 | 22 | 22 | 21 | 21 | 21 | 21 | 21 | 21 | 21 | 21 | 21 | 21 | 21 | 20 | 19 | 19 | 19   | 19   | 19   | 19   | 18   | 18   | 18 | 18 |       |       | 42   |
| Torpedo        | 17 | 16 | 19 | 13 | 14 | 10 | 9  | 6  | 11 | 5  | 8  | 8  | 7  | 6  | 5  | 4  | 4  | 4  | 3  | 4  | 3  | 3  | 2  | 2  | 3  | 4  | 4  | 4  | 5  | 5  | 6  | 5  | 6  | 4  | 4    | 5    | 5    | 5    | 5    | 5    | 6  | 6  | 2     | 15    | 2    |
| Veles          | 14 | 4  | 2  | 5  | 4  | 8  | 5  | 7  | 3  | 8  | 6  | 4  | 5  | 8  | 8  | 7  | 6  | 6  | 6  | 5  | 5  | 6  | 6  | 6  | 6  | 6  | 5  | 6  | 6  | 6  | 7  | 7  | 7  | 7  | 8    | 7    | 8    | 7    | 8    | 8    | 8  | 8  | 2     | 6     |      |
| Volgar         | 1  | 10 | 14 | 18 | 20 | 20 | 19 | 20 | 17 | 16 | 16 | 15 | 13 | 14 | 15 | 15 | 15 | 13 | 13 | 13 | 13 | 13 | 13 | 13 | 11 | 11 | 10 | 10 | 10 | 10 | 10 | 10 | 11 | 10 | 9    | 11   | 12   | 12   | 12   | 12   | 12 | 13 | 1     |       | 6    |

1. ↑  Au cours de la trêve hivernale, entre la 26e et la 27e journée, le Dinamo Briansk se voit retirer un total de six points sur décision de la fédération russe, le faisant chuter de la dix-huitième à la vingtième position, tandis que l'Irtych Omsk se voit attribuer trois points supplémentaires, le faisant monter de la dix-septième à la quinzième place.
2. ↑  Le match de la 35e journée entre le Spartak-2 Moscou et le Krylia Sovetov Samara, prévu le 7 avril 2021, est reporté en raison de la participation du Krylia Sovetov aux quarts de finale de la Coupe de Russie disputées au même moment. Il est par la suite rattrapé le 5 mai 2021, entre la 40e et la 41e journée.

## Distinctions individuelles
| Rang | Joueur                    | Club                                 | Buts | Pen. | Min./but |
| ---- | ------------------------- | ------------------------------------ | ---- | ---- | -------- |
| 1    | Ivan Sergueïev            | Torpedo Moscou Krylia Sovetov Samara | 40   | 5    | 82,7     |
| 2    | Dmitri Vorobiov           | Volgar Astrakhan FK Orenbourg        | 24   | 3    | 127,54   |
| 3    | Merabi Ouridia            | Neftekhimik Nijnekamsk               | 17   | 0    | 175,76   |
| 4    | Eduard Spertsyan          | FK Krasnodar-2                       | 16   | 6    | 171,63   |
| 5    | Iegor Golenkov            | Krylia Sovetov Samara                | 14   | 0    | 106,14   |
| 6    | Batraz Gourtsiev          | Alania Vladikavkaz                   | 13   | 1    | 141,93   |
| 7    | Andreï Razborov           | Fakel Voronej                        | 12   | 0    | 163,33   |
| 8    | Amur Kalmykov             | Torpedo Moscou                       | 12   | 1    | 212,08   |
| 9    | Joel Fameyeh (en)         | FK Orenbourg                         | 12   | 3    | 185,58   |
| 10   | Konstantin Bazeliouk (en) | SKA-Khabarovsk                       | 12   | 4    | 136,58   |

| Rang | Joueur               | Club                  | Passes |
| ---- | -------------------- | --------------------- | ------ |
| 1    | Dmitri Kaboutov (en) | Krylia Sovetov Samara | 16     |
| 2    | Batraz Gourtsiev     | Alania Vladikavkaz    | 11     |
| 2    | Aleksandr Ryazantsev | Torpedo Moscou        | 11     |
| 4    | Artur Galoïan        | Veles Moscou          | 10     |
| 4    | Amur Kalmykov        | Torpedo Moscou        | 10     |
| 4    | Anton Zinkovski      | Krylia Sovetov Samara | 10     |
| 7    | Roman Akbachev       | Fakel Voronej         | 9      |
| 7    | Igor Gorbounov       | FK Nijni Novgorod     | 9      |
| 7    | Andreï Kozlov (en)   | FK Orenbourg          | 9      |
| 7    | Stepan Oganesian     | Spartak-2 Moscou      | 9      |

### Récompenses mensuelles
Chaque mois, la FNL ainsi que les spectateurs du championnat désignent chacun un entraîneur et un joueur du mois. Le tableau suivant récapitule les différents vainqueurs de ces différents titres honorifiques. Le prix n'est pas attribué pour les mois de janvier et février en raison de la trêve hivernale.
| Mois               | Joueur du mois       | Joueur du mois        | Joueur du mois        | Joueur du mois        | Entraîneur du mois   | Entraîneur du mois  | Entraîneur du mois    | Entraîneur du mois     |
| Mois               | Selon la FNL         | Selon la FNL          | Selon les spectateurs | Selon les spectateurs | Selon la FNL         | Selon la FNL        | Selon les spectateurs | Selon les spectateurs  |
| Mois               | Joueur               | Club                  | Joueur                | Club                  | Entraîneur           | Club                | Entraîneur            | Club                   |
| ------------------ | -------------------- | --------------------- | --------------------- | --------------------- | -------------------- | ------------------- | --------------------- | ---------------------- |
| Août,              | Maksim Votinov       | Dinamo Briansk        | Batraz Khadartsev     | Alania Vladikavkaz    | Ievgueni Kalechine   | Baltika Kaliningrad | Ilchat Aïtkoulov      | FK Orenbourg           |
| Septembre,         | Artur Anissimov      | FK Nijni Novgorod     | Ivan Sergueïev        | Krylia Sovetov Samara | Spartak Gogniev      | Alania Vladikavkaz  | Artiom Koulikov       | FK Krasnodar-2         |
| Octobre,           | Ivan Sergueïev       | Krylia Sovetov Samara | Butta Magomedov       | Alania Vladikavkaz    | Sergueï Ignachevitch | Torpedo Moscou      | Iouri Outkoulbaïev    | Neftekhimik Nijnekamsk |
| Novembre-Décembre, | Aleksandr Ryazantsev | Torpedo Moscou        | Nikolaï Giorgobiani   | Alania Vladikavkaz    | Robert Ievdokimov    | FK Nijni Novgorod   | Spartak Gogniev       | Alania Vladikavkaz     |
| Mars,              | Ivan Sergueïev       | Krylia Sovetov Samara | Andreï Razborov       | Fakel Voronej         | Oleg Vassilenko      | Fakel Voronej       | Oleg Vassilenko       | Fakel Voronej          |
| Avril              | Non attribué.        | Non attribué.         | Non attribué.         | Non attribué.         | Aleksandr Kerjakov   | Tom Tomsk           | Spartak Gogniev       | Alania Vladikavkaz     |

### Récompenses de la saison
La liste suivante détaille les différentes distinctions individuelles distribuées à l'issue de la saison par la FNL.
- Meilleur joueur :  Ivan Sergueïev (Krylia Sovetov Samara)
- Meilleur gardien :  Rostislav Soldatenko (Alania Vladikavkaz)
- Meilleur défenseur :  Kirill Gotsouk (FK Nijni Novgorod)
- Meilleur milieu :  Anton Zinkovski (Krylia Sovetov Samara)
- Meilleur attaquant :  Ivan Sergueïev (Krylia Sovetov Samara)
- Meilleur jeune :  Eduard Spertsyan (FK Krasnodar-2)
- Révélation de la saison :  Dmitri Vorobiov (Volgar Astrakhan/FK Orenbourg)
- Meilleur joueur étranger :  Joel Fameyeh (en) (FK Orenbourg)
- Meilleur entraîneur :  Igor Osinkine (en) (Krylia Sovetov Samara)

## Parcours des clubs en Coupe de Russie
Vingt des vingt-deux clubs de la FNL prennent part à la Coupe de Russie 2020-2021, les deux équipes réserves du championnat n'étant pas autorisées à y participer. Ils sont exempts des deux premiers tours et font leur entrée dans la compétition au troisième tour au cours du mois d'août 2020. Cette édition voit notamment l'introduction d'une phase de groupes servant d'éliminatoires pour les huitièmes de finale où dix équipes de la deuxième division prendront part. Pour l'emporter, une équipe doit donc passer six tours : le troisième tour, la phase de groupes, les huitièmes de finale, les quarts de finale, les demi-finales et la finale. La saison précédente avait notamment vu le FK Khimki, vice-champion du deuxième échelon, atteindre la finale avant de s'incliner face au Zénith Saint-Pétersbourg.
À l'issue de la phase de groupes, les deux seuls clubs restants pour la deuxième division sont le Krylia Sovetov Samara et le SKA-Khabarovsk, vainqueurs des groupes 7 et 9. Le SKA est éliminé dès le tour suivant sur la pelouse du CSKA Moscou (0-2) tandis que le Krylia Sovetov s'impose largement sur celle du FK Khimki (4-0) et demeure le dernier représentant du championnat au stade des quarts de finale. Les Samariens parviennent ensuite à se défaire du Dynamo Moscou (2-0) pour accéder au dernier carré avant de battre l'Akhmat Grozny en demi-finales à l'issue de la séance des tirs au but après un match nul sans but (0-0) pour atteindre la finale. Il s'agît alors de la sixième fois qu'une équipe de la deuxième division accède à la finale de la coupe nationale après le Terek Grozny en 2004, le FK Khimki en 2005 et 2020, l'Alania Vladikavkaz en 2011 et l'Avangard Koursk en 2018. Opposé au Lokomotiv Moscou, le Krylia Sovetov doit cependant s'incliner à l'issue de cette finale sur le score de 3 buts à 1.
| Manche        | Troisième tour | Phase de groupes | Huitièmes de finale | Quarts de finale | Demi-finales | Finale |
| ------------- | -------------- | ---------------- | ------------------- | ---------------- | ------------ | ------ |
| Clubs engagés | 20 (40)        | 10 (30)          | 2 (16)              | 1 (8)            | 1 (4)        | 1 (2)  |

Entre parenthèses, le nombre total de clubs engagés à chaque tour